# Liste der Baudenkmäler in Hagen
Die Liste der Baudenkmäler in Hagen enthält die denkmalgeschützten Bauwerke auf dem Gebiet der Stadt Hagen in Nordrhein-Westfalen (Stand: 2011, mit einigen Aktualisierungen). Diese Baudenkmäler sind in der Denkmalliste der Stadt Hagen eingetragen; Grundlage für die Aufnahme ist das Denkmalschutzgesetz Nordrhein-Westfalen (DSchG NRW).

## Baudenkmäler
In der Stadt Hagen sind über 450 Objekte in die Denkmalliste eingetragen (Stand 31. Dezember 2011), darunter ungefähr 300 Baudenkmäler.
Diese Liste der Baudenkmäler umfasst – sofern vorhanden – eine Fotografie des Denkmals, den Namen bzw. kursiv den Gebäudetyp, die Lage bzw. Adresse, das Datum der Eintragung in die Denkmalliste sowie die Listennummer der Unteren Denkmalbehörde. Hinzu kommen kurze Beschreibungen und Angaben zur Bauzeit.
Der Denkmalname entspricht dabei der Bezeichnung durch die Stadt Hagen. Die Lage beinhaltet vor der Anschrift (Straßenname und Hausnummer) die Gemarkung, die – falls nötig – um den jeweiligen Wohnbezirk bzw. Ortsteil (in Klammern) ergänzt ist. Abkürzungen wurden zum besseren Verständnis aufgelöst, die Typografie an die in der Wikipedia übliche angepasst und Tippfehler korrigiert.
Die hier aufgeführte Liste ist noch unvollständig (Stand Juni 2013) und nicht tagesaktuell, denn es kommt immer wieder vor, dass Objekte aus der Denkmalliste gelöscht werden (siehe Abschnitt „ehemalige Baudenkmäler“). Außerdem werden in Hagen pro Jahr durchschnittlich 10 Objekte neu unter Denkmalschutz gestellt. Viele der Neuzugänge wurden bereits in den 1970er bis 1980er Jahren im Kulturgüterverzeichnis (Inventarisierungsliste) der Hagener Stadtverwaltung erfasst.
| Bild                                                                            | Bezeichnung                                                                     | Lage                                                                                          | Beschreibung | Bauzeit                                                                                        | Eingetragen seit             | Denkmal- nummer |
| ------------------------------------------------------------------------------- | ------------------------------------------------------------------------------- | --------------------------------------------------------------------------------------------- | --- | ---------------------------------------------------------------------------------------------- | ---------------------------- | --------------- |
| weitere Bilder                                                                  | Hauptbahnhof                                                                    | Hagen (Mitte) Am Hauptbahnhof Karte                                                           | Empfangsgebäude im neobarocken Stil, Glasfenster überm Eingang von Jan Thorn Prikker, zweischiffige Bahnsteighalle in Stahlbauweise | 1910                                                                                           | 16. August 1989              | 001             |
| weitere Bilder                                                                  | Kirche St. Josef                                                                | Eckesey (Altenhagen) Altenhagener Straße 50 Karte                                             | Kirche aus Bruchsteinmauerwerk, gebaut nach Plänen von Ludwig Becker | 1901–1906                                                                                      | 16. März 1992                | 002             |
| weitere Bilder                                                                  | Bezirksverwaltungsstelle (Amtshaus Boele)                                       | Boele Schwerter Straße 168 Karte                                                              | heute Sitz der Bezirksverwaltung Hagen-Nord | 1901 (Altteil), 1912–1914 (Anbau)                                                              | 3. August 1989               | 003             |
| weitere Bilder                                                                  | Evangelische Kirche                                                             | Berchum Berchumer Kirchplatz 5 Karte                                                          | schlichte Dorfkirche aus Bruchsteinmauerwerk mit Wappen des Hauses Bentheim-Tecklenburg überm Eingang; siehe auch Orgel der Berchumer Kirche | 1731                                                                                           | 3. August 1989               | 004             |
| weitere Bilder                                                                  | Evangelisch-reformierte Kirche                                                  | Hagen (Mitte) Bergischer Ring 35 Karte                                                        | Backsteinbau, nach schweren Schäden aus dem Zweiten Weltkrieg bis 1953 wiederaufgebaut | 1870er Jahre                                                                                   | 3. August 1989               | 005             |
| weitere Bilder                                                                  | Evangelisch-lutherische Johanniskirche                                          | Hagen (Mitte) Frankfurter Straße 100 Karte                                                    | dreischiffige Barock-Hallenkirche, nach starken Schäden aus dem Zweiten Weltkrieg wiederaufgebaut; auch nur „Kirche am Markt“ genannt | 1748–1750                                                                                      | 3. August 1989               | 006             |
| weitere Bilder                                                                  | Katholische Klosterkirche Sankt Elisabeth                                       | Hagen (Gerichtsviertel) Scharnhorststraße 27 Karte                                            | Kirche im neobarocken Stil | 1925–1927                                                                                      | 18. März 1992                | 007             |
| weitere Bilder                                                                  | Ehemalige Villa Laufenberg                                                      | Hagen (Mitte) Bergstraße 91 Karte                                                             | gründerzeitliche Stadtvilla, heute als städtische Kindertagesstätte genutzt | um 1890                                                                                        | 3. August 1989               | 008             |
| weitere Bilder                                                                  | Stadtbad Boele                                                                  | Boele Hospitalstraße 4 Karte                                                                  | Hallenbad mit denkmalgeschützter Fassade, Badebetrieb 2009 eingestellt, danach Verkauf des Gebäudes an die örtliche Bäckerei Käsgen, seither Nutzung als Backstube | 1925                                                                                           | 28. August 1989              | 009             |
| Katholische Kirche St. Bonifatius                                               | Katholische Kirche St. Bonifatius                                               | Haspe Berliner Straße 127 Karte                                                               | dreischiffiger Backsteinbau im neogotischen Stil | 1869–1872                                                                                      | 16. März 1992                | 010             |
| weitere Bilder                                                                  | Katholische Pfarrkirche Christus-König                                          | Boele (Boelerheide) Overbergstraße 47                                                         | Die Kirche wurde im Stil des Backsteinexpressionismus erbaut. Innenraum mit expressionistischer Ausmalung. Architekt: Peter Wiehl. Sie hat mit sieben Glocken das größte Geläut in Hagen | 1927, Kirchturm 1994                                                                           | 16. März 1992                | 011 Wikidata    |
| weitere Bilder                                                                  | Katholische Kirche Herz-Jesu                                                    | Hagen (Eilpe) Eilper Straße 16-18                                                             | erst ohne Turm, nur mit einem Dachreiter versehen. Kirchturm 1955/56 (Betonbauweise) angefügt | Einweihung 1898                                                                                | 11. März 1992                | 012             |
| weitere Bilder                                                                  | Evangelische Christuskirche                                                     | Hagen (Eilpe) Hohle Straße 7 a                                                                | neugotischer Bau aus Bruchsteinmauerwerk, gebaut nach Plänen von Karl Siebold, Kirchenschiff 1945 fast vollständig zerstört, 1949–1952 Wiederaufbau | 1896–1898                                                                                      | 28. August 1989              | 013             |
| weitere Bilder                                                                  | Stadttheater                                                                    | Hagen (Mitte) Elberfelder Straße 61 Karte                                                     | von Architekt Ernst Vetterlein aus Darmstadt in klaren neoklassizistischen Zügen errichtet. Eingangsportal mit vier Plastiken von Milly Steger | 1910–1911                                                                                      | 28. August 1989              | 014             |
| weitere Bilder                                                                  | Evangelisch-lutherische Pfarrkirche Elsey                                       | Hohenlimburg (Elsey) Elseyer Kirchplatz                                                       | ehemalige „Stiftskirche“ bzw. „Klosterkirche St. Fabian und Sebastian“ (siehe Kloster Elsey); in Teilen wahrscheinlich aus dem 13. Jahrhundert stammende, in den letzten Jahrhunderten mehrfach umgestaltete romanische Hallenkirche mit Querschiff | Baubeginn um 1223, erste urkundliche Erwähnung 1259                                            | 28. August 1989              | 015             |
| weitere Bilder                                                                  | Katholische Pfarrkirche St. Johannes                                            | Boele Boeler Kirchplatz 2                                                                     | neo-romanische dreischiffige, vierjochige Säulenbasilika mit Querschiff, zwei Seitenschiffen und Chor im Fünf-Achtel-Abschluss. Architekt: G.A. Fischer | Vorgängerbau 12. Jahrhundert, 1878–1887                                                        | 19. März 1992                | 016             |
| Wohnhaus im historischen Stiftsbereich Elsey                                    | Wohnhaus im historischen Stiftsbereich Elsey                                    | Hohenlimburg (Elsey) Elseyer Kirchplatz 3                                                     | ehemalige Stiftskurie des Klosters Elsey, heute Küsterhaus der ev.-luth. Kirchengemeinde Elsey |                                                                                                | 29. August 1989              | 017             |
| weitere Bilder                                                                  | Evangelisch-lutherische Kirche                                                  | Haspe Kölner Straße / Frankstraße                                                             | nach Plänen von Ingenieur Friedrich Schmidt im neo-romanischen Stil errichtet | Einweihung 1861                                                                                | 29. August 1989              | 018             |
| Kreuzkapelle mit Pfarrhaus                                                      | Kreuzkapelle mit Pfarrhaus                                                      | Hohenlimburg Kaiserstraße 67 + 67a                                                            | mit bossiertem Bruchstein in romantisierenden Formen. Architekt: Karl Siebold. Kapelle der ev.-luth. Kirchengemeinde Elsey. Ehemals Konfirmandenhaus, ab 1946 mit dem Namen Kreuzkapelle. Ein in dieser Art einmaliges Ensemble in Hagen. | 1906                                                                                           | 29. August 1989              | 019             |
| weitere Bilder                                                                  | Freiherr-vom-Stein-Turm                                                         | Vorhalle Freiherr-vom-Stein-Straße 62 Karte                                                   | Aussichtsturm auf dem Kaisberg | 1866–1869                                                                                      | 29. August 1989              | 020             |
| weitere Bilder                                                                  | Verwaltungsgebäude, ehemaliges Haus der Ruhrkohle                               | Hagen (Gerichtsviertel) Gerichtsstraße 25 Karte                                               | Verwaltungsbau mit Ziegelfassade und expressionistischen Elementen, gebaut für die Kohlehandelsgesellschaft Mark, später von Teilen der Stadtverwaltung Hagen genutzt (bis etwa 2005) | 1925–1926                                                                                      | 29. August 1989              | 021             |
| weitere Bilder                                                                  | Katholische Kirche Sankt Marien                                                 | Hagen (Mitte) Hochstraße 81                                                                   | Hagens größte Kirche; dreischiffige Hallenkirche im neogotischen Stil, gebaut nach Plänen von Caspar Clemens Pickel. Am 15. März 1945 nahezu vollständig zerstört. Wiederaufbau der Kirche ab Ende der 1940er Jahre. | 1892–1895, Wiederaufbau Einweihung Ende 1954                                                   | 29. April 1993               | 022             |
| weitere Bilder                                                                  | Karl-Ernst-Osthaus-Museum                                                       | Hagen (Mitte) Museumsplatz 1 Karte                                                            | Museumsbau im Stil der Neorenaissance nach Plänen von Carl Gérard, Innenausbau von Henry van de Velde im Jugendstil, nach Kriegszerstörungen wieder aufgebaut, später erweitert und saniert | ca. 1898/99–1902                                                                               | 12. September 1989           | 023             |
| weitere Bilder                                                                  | Evangelische Kreuzkirche Vorhalle mit Pfarrhaus                                 | Vorhalle Kirchbergstraße 1 + 3 Karte                                                          | Kirchengebäude im neugotischen Stil, Pfarrhaus nördlich der Kirche gelegen, durch Grünfläche/Garten getrennt | Einweihung 1903, Pfarrhaus 1904 fertiggestellt                                                 | 29. August 1989              | 024             |
| weitere Bilder                                                                  | Evangelisch-lutherische Sankt-Paulus-Kirche Wehringhausen                       | Hagen (Wehringhausen) Gutenbergstraße 18                                                      | im neobarocken Stil. Entwurf: Heinrich Plange | 1909–1911                                                                                      | 29. August 1989              | 025             |
| weitere Bilder                                                                  | Katholische Sankt-Michael-Kirche Wehringhausen                                  | Hagen (Wehringhausen) Pelmkestraße 12 a                                                       | gebaut in Neogotik nach Plänen von Caspar Clemens Pickel, Glasfenster von Otto Linnemann aus Frankfurt | 1898–1900, weiterer Ausbau 1914–1915                                                           | 16. März 1992                | 026             |
| Emil-Schumacher-Schule                                                          | Emil-Schumacher-Schule                                                          | Hagen (Wehringhausen) Lange Straße 75 / Siemensstraße 10                                      | Grundschule / offene Ganztagsschule |                                                                                                | 29. August 1989              | 027             |
| weitere Bilder                                                                  | Ehemalige Villa Post, VHS                                                       | Hagen (Wehringhausen) Wehringhauser Straße 38 Karte                                           | Unternehmervilla mit spätklassizistischer Fassade, seit 1927 im Besitz der Stadt Hagen, zeitweilig als Museum, heute von der Volkshochschule genutzt | 1892                                                                                           | 29. August 1989              | 028             |
| Wohnhaus                                                                        | Wohnhaus                                                                        | Haspe Tillmannstraße 4                                                                        | heute Bürohaus |                                                                                                | 1. Juli 1987                 | 029             |
| weitere Bilder                                                                  | Gut Herbeck                                                                     | Herbeck Hammacher Straße 1                                                                    | Gutsbesitz der von Hövel. Geschlossene Anlage mit Park und Allee, bestehend aus zwei parallel gestellten frühklassizistischen Längsdeelenhäusern (1794), einer Scheune (1829), mehreren Nebengebäuden und einer Wagenremise | 1755–1830                                                                                      | 12. September 1989           | 030             |
| weitere Bilder                                                                  | ehemaliger Wasserturm Hohenlimburg                                              | Hohenlimburg Boeingstraße                                                                     | der Turm ist ein Zier-Aufbau auf dem Wasserbehälter im Erdreich (Kaverne) | 1885                                                                                           | 21. Januar 1991              | 031             |
| Ehemaliger Hof Geismann                                                         | Ehemaliger Hof Geismann                                                         | Boele Turmstraße 60                                                                           | | 1904                                                                                           | 11. Dezember 1990            | 032             |
| weitere Bilder                                                                  | Hohenhof                                                                        | Eppenhausen Stirnband 10                                                                      | Villa in bergisch-märkischen Stil, nebst Jugendstileinrichtung und Gartenanlage, als Gesamtkunstwerk von Henry van de Velde für Karl Ernst Osthaus entworfen. Der Hohenhof ist eine Außenstelle des Osthaus Museum Hagen | 1906–1908                                                                                      | 2. März 2010                 | 033             |
|                                                                                 | Treppenanlage                                                                   | Eppenhausen Amselgasse 2                                                                      | |                                                                                                |                              | 033             |
| Freihof Hückinghausen                                                           | Freihof Hückinghausen                                                           | Dahl (Hückinghausen) Hückinghausen 3                                                          | erste Erwähnung 1314; zum Freigut gehören ein Bauernhaus, Nebengebäude und ein Kornspeicher (Denkmalliste Nr. 196) | Bauernhaus 1692, Kornspeicher 1710                                                             | 11. September 1989           | 034             |
| Bezirksverwaltungsstelle                                                        | Bezirksverwaltungsstelle                                                        | Haspe Preußerstraße 35                                                                        | ehemalige Rektoratschule, ab 1880 Haspes erstes und einziges Rathaus. Heute Bezirksverwaltungsstelle Haspe | 19. Jahrhundert                                                                                | 27. September 1988           | 036             |
| Grundschule Rummenohl                                                           | Grundschule Rummenohl                                                           | Dahl (Rummenohl) Bührener Weg 20-22                                                           | bis 2011 Grundschule |                                                                                                | 19. September 1989           | 038             |
| weitere Bilder                                                                  | Villa Wälzholz / Bettermann                                                     | Hohenlimburg Stennertstraße 3                                                                 | ehemalige Villa Wälzholz / Bettermann. Im Auftrag des Textil-Fabrikanten Ribbert, von dem Bauunternehmer Carl Boecker im Stil der Neorenaissance errichtet | 1892                                                                                           | 11. September 1989           | 040             |
| Wohnhäuser Siedlung Berghofstraße                                               | Wohnhäuser Siedlung Berghofstraße                                               | Eckesey (Altenhagen) Berghofstraße 33-39                                                      | Fassade zwischen Jugendstil und Art déco. Architekturbüro: Gebrüder Ludwigs | um 1920                                                                                        | 11. September 1989           | 041             |
| weitere Bilder                                                                  | Alt-katholische Auferstehungskirche                                             | Hagen (Mitte) Elfriedenhöhe, am Eingang zum Stadtgarten                                       | älteste alt-katholisch erbaute Kirche Deutschlands. Heute gehört die griechisch-orthodox genutzte Kirche zur alt-kath. Gemeinde St. Martin in Dortmund | Weihe 1877                                                                                     | 28. August 1989              | 048             |
| weitere Bilder                                                                  | Fachwerkhaus                                                                    | Hohenlimburg Herrenstraße 4                                                                   | einst Spezerei-Handlung und Gaststätte „Alt Limburg“; seit 1850 Eigentum der Familie Boecker/Nachfahren | 18. Jahrhundert                                                                                | 12. September 1989           | 049             |
| Wohnhaus                                                                        | Wohnhaus                                                                        | Haspe Haenelstraße 46                                                                         | Jugendstilfassade | um 1900/05                                                                                     | 12. September 1989           | 050             |
| Wohnhaus                                                                        | Wohnhaus                                                                        | Haspe Berliner Straße 114 Karte                                                               | |                                                                                                | 1. Juli 1987                 | 051             |
| Wohn- und Geschäftshaus                                                         | Wohn- und Geschäftshaus                                                         | Haspe Berliner Straße 116 Karte                                                               | |                                                                                                | 12. August 1989              | 052             |
| Wohnhaus                                                                        | Wohnhaus                                                                        | Hagen (Eilpe) Eilper Straße 83                                                                | |                                                                                                | 12. September 1989           | 053             |
| Schultenhof                                                                     | Schultenhof                                                                     | Hagen (Eilpe) Selbecker Straße 16                                                             | |                                                                                                | 12. September 1989           | 054             |
| Fachwerkhaus                                                                    | Fachwerkhaus                                                                    | Hagen (Eilpe) Selbecker Straße 114                                                            | |                                                                                                | 19. September 1989           | 057             |
| weitere Bilder                                                                  | Harkort’sche Fabrik                                                             | Westerbauer Grundschötteler Straße 6 Karte                                                    | Maschinenhalle, letztes noch vorhandenes restauriertes Bauwerk der ehemaligen Harkortschen Fabrik. Es handelt sich um das wohl älteste Industriegebäude in Westfalen. | Grundstein 1822                                                                                | 17. Oktober 1989             | 060             |
| Fachwerkhaus                                                                    | Fachwerkhaus                                                                    | Holthausen Husterstraße 5                                                                     | ehemaliger Bauernhof |                                                                                                | 18. Oktober 1989             | 061             |
| weitere Bilder                                                                  | Eisenbahnviadukt                                                                | Vorhalle Harkortsee Karte                                                                     | über 300 m lange 12-bogige Brücke über die Ruhr, Teil der Bahnstrecke Düsseldorf-Derendorf–Dortmund Süd; die Stadtgrenze zwischen Hagen und Herdecke verläuft etwa in der Brückenmitte, der Herdecker Teil steht ebenfalls unter Denkmalschutz (siehe Nr. 152) | 1875–1879                                                                                      | 12. März 1990                | 063             |
| weitere Bilder                                                                  | Wasserschloss Werdringen                                                        | Vorhalle (Werdringen) Werdringen 1 Karte                                                      | im Laufe der Zeit unter wechselnden Besitzern immer wieder verändert. Herrenhaus und Wirtschaftsgebäude aus Bruchstein im romantisierenden Stil des 19. Jahrhunderts. Das Schloss wird über eine dreibogig gemauerte Brücke erschlossen | 13.–19. Jahrhundert                                                                            | 11. Juni 1990                | 064             |
| weitere Bilder                                                                  | Finanzamt                                                                       | Hagen (Mitte) Mollstraße 6                                                                    | 3-geschossiger Backsteinbau in expressionistischer Formgebung mit rhythmischer Pilastergliederung. Architekt: Regierungsbaurat Alfred Reischig | 1925/26                                                                                        | 18. Februar 1991             | 065             |
| weitere Bilder                                                                  | Bürogebäude der Firma Schenker                                                  | Haspe (Kückelhausen) Berliner Straße 14                                                       | zwischen Jugendstil und Bauhaus. Architekturbüro: Gebrüder Ludwigs. Ehemalige Spedition Lehnkering, seit 1948 Spedition Schenker | 1911/12                                                                                        | 29. November 1990            | 066             |
| weitere Bilder                                                                  | Thorn-Prikker-Haus                                                              | Eppenhausen Stirnband 38                                                                      | Bestandteil der Gartenstadt Hohenhagen, Architekt: Johannes Ludovicus Mathieu Lauweriks | 1909–1914                                                                                      | 9. April 1991                | 067             |
| weitere Bilder                                                                  | Wohnhaus                                                                        | Eppenhausen Stirnband 44                                                                      | Bestandteil der Gartenstadt Hohenhagen, Architekt: Johannes Ludovicus Mathieu Lauweriks | 1909–1914                                                                                      | 11. April 1991               | 068             |
| weitere Bilder                                                                  | Wohnhaus                                                                        | Eppenhausen Stirnband 52                                                                      | Bestandteil der Gartenstadt Hohenhagen, Architekt: Johannes Ludovicus Mathieu Lauweriks | 1909–1914                                                                                      | 17. Mai 1991                 | 069             |
| weitere Bilder                                                                  | Hasper Talsperre                                                                | Haspe Talsperrenweg Karte                                                                     | gekrümmte Staumauer aus Bruchsteinmauerwerk, gebaut nach dem Intze-Prinzip | 1901–1904                                                                                      | 11. November 1991            | 070             |
| weitere Bilder                                                                  | Wohnhäuser                                                                      | Eppenhausen Stirnband 40 und 42                                                               | Bestandteil der Gartenstadt Hohenhagen, Architekt: Johannes Ludovicus Mathieu Lauweriks | 1909–1914                                                                                      | 3. Februar 1992              | 072             |
| weitere Bilder                                                                  | Bentheimer Hof                                                                  | Hohenlimburg Stennertstraße 20                                                                | an Lenne und Stennertbrücke gelegen. Bauherr: Kaufmann und Gastwirt Johann Peter Braß, ab 1795 auch erster Limburger Bürgermeister. Heute Hotel-Restaurant „Der Bentheimer“ | um 1776                                                                                        | 22. August 1991              | 073             |
| Scheune Werdringen                                                              | Scheune Werdringen                                                              | Vorhalle (Werdringen) Brockhauser Straße Karte                                                | in der Nähe von Wasserschloss Werdringen |                                                                                                |                              | 074             |
| Hof Schemmann                                                                   | Hof Schemmann                                                                   | Holthausen (Haßley) Raiffeisenstraße 37                                                       | Westfälisches Längsdeelenhaus. Hofstelle zur Kirche in Voerde „Anno 1486“ | um 1770                                                                                        | 20. September 1991           | 075             |
| Wohnhaus                                                                        | Wohnhaus                                                                        | Hagen (Eilpe) Selbecker Straße 84                                                             | |                                                                                                | 10. Dezember 1991            | 076             |
| Fachwerkhaus                                                                    | Fachwerkhaus                                                                    | Hohenlimburg Boeingstraße 3                                                                   | |                                                                                                | 20. Januar 1992              | 077             |
| weitere Bilder                                                                  | Haus Stennert                                                                   | Westerbauer Enneper Straße 3                                                                  | giebelständiges Fachwerkhaus mit verschieferten Krüppelwalmdach und leicht vorkragendem ersten Obergeschoss. Im Haus befindet sich das Brandt Zwieback Museum | um 1750                                                                                        | 11. Dezember 1991            | 079             |
| Wohnhaus                                                                        | Wohnhaus                                                                        | Hohenlimburg (Henkhausen) Auf dem Bauloh 9                                                    | | 1797                                                                                           | 28. November 1991            | 080             |
| Fachwerkhaus                                                                    | Fachwerkhaus                                                                    | Hagen (Eilpe) Selbecker Straße 45                                                             | |                                                                                                | 9. Dezember 1991             | 081             |
| Wohnhaus                                                                        | Wohnhaus                                                                        | Hagen (Wehringhausen) Rehstraße 44                                                            | |                                                                                                | 12. Dezember 1991            | 082             |
| Fachwerkhaus                                                                    | Fachwerkhaus                                                                    | Boele Hagener Straße 48                                                                       | |                                                                                                | 17. Dezember 1991            | 083             |
| Wohnhaus / Villa                                                                | Wohnhaus / Villa                                                                | Hohenlimburg Jahnstraße 1                                                                     | im spätklassizistischen Stil Ende des 19. Jahrhunderts erbaut | vor 1885                                                                                       | 9. Januar 1992               | 085             |
| Fachwerkhaus                                                                    | Fachwerkhaus                                                                    | Hohenlimburg Alter Schloßweg 4                                                                | Haus Hengstenberg; ehemalige gräflich-limburgische Zehntscheuer und ältestes noch vorhandenes Haus der „Freiheit Limburg“ | vor 1584                                                                                       | 21. Januar 1992              | 086             |
| Wohnhaus                                                                        | Wohnhaus                                                                        | Haspe Steinplatz 12                                                                           | Jugendstilfassade |                                                                                                | 21. Januar 1992              | 087             |
| Landgericht                                                                     | Landgericht                                                                     | Hagen (Gerichtsviertel) Heinitzstraße 42 Karte                                                | | 1916–1925                                                                                      | 20. Januar 1992              | 088             |
| Wohnhaus mit Restaurant & Gaststätte                                            | Wohnhaus mit Restaurant & Gaststätte                                            | Haspe Voerder Straße 18                                                                       | mit Natursteinsockel und verschiefertem Fachwerk |                                                                                                | 4. Februar 1992              | 089             |
| Wohnhaus                                                                        | Wohnhaus                                                                        | Halden Berchumer Straße 65                                                                    | ehemaliger Fachwerk-Bauernhof, teilweise verschiefert | 1749                                                                                           | 4. Februar 1992              | 090             |
| Ehemaliges Umspannwerk der Hagener Straßenbahn                                  | Ehemaliges Umspannwerk der Hagener Straßenbahn                                  | Haspe (Hasperbach) Voerder Straße 131 a                                                       | Dreistufiger Klinkerbau mit Flachdächern und (Uhr-)Turm im Bauhaus-Stil errichtet. Architekt: Emil Günther aus Hagen. Heute teilweise als Versammlungsraum genutzt | 1927/28                                                                                        | 4. Februar 1992              | 091             |
| Fachwerkhaus                                                                    | Fachwerkhaus                                                                    | Westerbauer (Quambusch) Twittingstraße 70 + 70a                                               | Wohngebäude des ehemaligen Twittinghofes | 1763                                                                                           | 17. Februar 1992             | 092             |
| Gut Niederste-Hülsberg                                                          | Gut Niederste-Hülsberg                                                          | Vorhalle Weststraße 145 Karte                                                                 | große Gutsanlage mit verschiefertem Herrenhaus | erste urkundliche Erwähnung um 1100. Herrenhaus 1785 errichtet                                 | 23. Juli 1992                | 093             |
| weitere Bilder                                                                  | Kapelle des katholischen Friedhofs                                              | Boele Hilgenland                                                                              | |                                                                                                |                              | 095             |
| Kapelle des katholischen Heidefriedhofs                                         | Kapelle des katholischen Heidefriedhofs                                         | Hohenlimburg (Elsey) Georg-Scheer-Straße                                                      | expressionistische Backsteinkapelle auf dem 1907 eingeweihten Friedhof, vormals „Katholischer Ostfeld-Friedhof“ genannt | ca. 1929                                                                                       | 10. März 1992                | 096             |
| weitere Bilder                                                                  | Katholische Pfarrkirche Liebfrauen Vorhalle                                     | Vorhalle Liebfrauenstraße 23 Karte                                                            | dreischiffige Basilika mit verschiedenen Stilelementen. Architekt: Johann Carl Pinnekamp. 1986 grundlegend renoviert | 1911–1912, Glockenturm 1924                                                                    | 16. März 1992                | 097 Wikidata    |
| weitere Bilder                                                                  | Milly-Steger-Haus                                                               | Eppenhausen Stirnband 48                                                                      | Bestandteil der Gartenstadt Hohenhagen, Architekt: Johannes Ludovicus Mathieu Lauweriks | 1909–1914                                                                                      | 16. April 1992               | 098             |
| Wohnhaus                                                                        | Wohnhaus                                                                        | Hagen (Wehringhausen) Augustastraße 57                                                        | Eckhaus mit Zierfachwerk | um 1910                                                                                        | 4. Juni 1992                 | 099             |
| Wohnhaus                                                                        | Wohnhaus                                                                        | Holthausen Klippchen 14                                                                       | Fachwerkhaus |                                                                                                | 10. Juni 1992                | 100             |
| weitere Bilder                                                                  | Erbbegräbnis Haus Busch                                                         | Boele (Helfe) Helfer Straße                                                                   | etwa 700 m südsüdwestlich von Haus Busch im Wald am Buschbach gelegen. Grablege der von Syberg zum Busch und der von Vincke | 1827                                                                                           | 25. Juni 1992                | 101             |
| weitere Bilder                                                                  | Siedlung (Cuno-Siedlung)                                                        | Hagen (Kuhlerkamp) Cunosiedlung 1                                                             | Wohnsiedlung im Stil des Neuen Bauens mit expressionistischen Elementen | 1926–1927                                                                                      | 25. Juni 1992                | 102             |
| weitere Bilder                                                                  | Ensemble Lange Riege                                                            | Hagen (Eilpe) Riegestraße 6                                                                   | Teil einer Fachwerkhausreihe, die als Wohn- und Arbeitsstätten für Klingenschmiede errichtet wurde | 1660er Jahre                                                                                   | 10. August 1992              | 104             |
| Ensemble Lange Riege                                                            | Ensemble Lange Riege                                                            | Hagen (Eilpe) Riegestraße 8                                                                   | Teil einer Fachwerkhausreihe, die als Wohn- und Arbeitsstätten für Klingenschmiede errichtet wurde | 1660er Jahre                                                                                   | 10. August 1992              | 105             |
| Ensemble Lange Riege                                                            | Ensemble Lange Riege                                                            | Hagen (Eilpe) Riegestraße 10                                                                  | Teil einer Fachwerkhausreihe, die als Wohn- und Arbeitsstätten für Klingenschmiede errichtet wurde | 1660er Jahre                                                                                   | 10. August 1992              | 106             |
| Ensemble Lange Riege                                                            | Ensemble Lange Riege                                                            | Hagen (Eilpe) Riegestraße 12                                                                  | Teil einer Fachwerkhausreihe, die als Wohn- und Arbeitsstätten für Klingenschmiede errichtet wurde | 1660er Jahre                                                                                   | 10. August 1992              | 107             |
| Ensemble Lange Riege                                                            | Ensemble Lange Riege                                                            | Hagen (Eilpe) Riegestraße 14                                                                  | Teil einer Fachwerkhausreihe, die als Wohn- und Arbeitsstätten für Klingenschmiede errichtet wurde | 1660er Jahre                                                                                   | 10. August 1992              | 108             |
| Ensemble Lange Riege                                                            | Ensemble Lange Riege                                                            | Hagen (Eilpe) Riegestraße 16                                                                  | Teil einer Fachwerkhausreihe, die als Wohn- und Arbeitsstätten für Klingenschmiede errichtet wurde | 1660er Jahre                                                                                   | 10. August 1992              | 109             |
| Ensemble Lange Riege                                                            | Ensemble Lange Riege                                                            | Hagen (Eilpe) Riegestraße 18                                                                  | Teil einer Fachwerkhausreihe, die als Wohn- und Arbeitsstätten für Klingenschmiede errichtet wurde | 1660er Jahre                                                                                   | 10. August 1992              | 110             |
| Reihensiedlung                                                                  | Reihensiedlung                                                                  | Eppenhausen (Emst) Walddorfstraße 1                                                           | Bestandteil der Arbeitersiedlung Walddorfstraße, nach dem Architekten Richard Riemerschmid auch „Riemerschmid-Siedlung“ genannt | 1907–1910                                                                                      | 27. August 1992              | 111             |
| Reihensiedlung                                                                  | Reihensiedlung                                                                  | Eppenhausen (Emst) Walddorfstraße 5                                                           | Bestandteil der Arbeitersiedlung Walddorfstraße | 1907–1910                                                                                      | 27. August 1992              | 112             |
| Reihensiedlung                                                                  | Reihensiedlung                                                                  | Eppenhausen (Emst) Walddorfstraße 7                                                           | Bestandteil der Arbeitersiedlung Walddorfstraße | 1907–1910                                                                                      | 27. August 1992              | 113             |
| Reihensiedlung                                                                  | Reihensiedlung                                                                  | Eppenhausen (Emst) Walddorfstraße 9                                                           | Bestandteil der Arbeitersiedlung Walddorfstraße | 1907–1910                                                                                      | 27. August 1992              | 114             |
| Reihensiedlung                                                                  | Reihensiedlung                                                                  | Eppenhausen (Emst) Walddorfstraße 11                                                          | Bestandteil der Arbeitersiedlung Walddorfstraße | 1907–1910                                                                                      | 27. August 1992              | 115             |
| Reihensiedlung                                                                  | Reihensiedlung                                                                  | Eppenhausen (Emst) Walddorfstraße 13                                                          | Bestandteil der Arbeitersiedlung Walddorfstraße | 1907–1910                                                                                      | 27. August 1992              | 116             |
| Reihensiedlung                                                                  | Reihensiedlung                                                                  | Eppenhausen (Emst) Walddorfstraße 15                                                          | Bestandteil der Arbeitersiedlung Walddorfstraße | 1907–1910                                                                                      | 27. August 1992              | 117             |
| Reihensiedlung                                                                  | Reihensiedlung                                                                  | Eppenhausen (Emst) Walddorfstraße 17                                                          | Bestandteil der Arbeitersiedlung Walddorfstraße | 1907–1910                                                                                      | 27. August 1992              | 118             |
| Reihensiedlung                                                                  | Reihensiedlung                                                                  | Eppenhausen (Emst) Walddorfstraße 19                                                          | Bestandteil der Arbeitersiedlung Walddorfstraße | 1907–1910                                                                                      | 27. August 1992              | 119             |
| Reidemeisterhaus                                                                | Reidemeisterhaus                                                                | Haspe (Hasperbach) Voerder Straße 74                                                          | ehemaliges Reidemeisterhaus Katthage, Fachwerk, teilweise verschiefert. Heute Kindertagesstätte „Kinderhaus Löwenzahn“ | 1747                                                                                           | 27. August 1992              | 120             |
| Wohnhaus (Doppelhaushälfte)                                                     | Wohnhaus (Doppelhaushälfte)                                                     | Hagen (Oberhagen) Forststraße 2                                                               | |                                                                                                | 28. August 1992              | 121             |
| Wohnhaus (Doppelhaushälfte)                                                     | Wohnhaus (Doppelhaushälfte)                                                     | Hagen (Oberhagen) Forststraße 4                                                               | |                                                                                                | 28. August 1992              | 122             |
| Bauernhaus, Speicher und Scheune                                                | Bauernhaus, Speicher und Scheune                                                | Dahl Brake 1                                                                                  | Hofanlage Brake auf dem Stein, ehemaliges Vorwerk des Gerstein’schen Besitzes (Haus Dahl) | um 1700                                                                                        | 19. Oktober 1992             | 123             |
| Wohnhaus                                                                        | Wohnhaus                                                                        | Haspe Werkstraße 2                                                                            | Fachwerkhaus |                                                                                                | 19. Oktober 1992             | 124             |
| Bauernhaus                                                                      | Bauernhaus                                                                      | Vorhalle (Baukey) Baukey 1 Karte                                                              | „Haus Baukey“, ehemaliges Fachwerk-Bauernhaus am Harkortsee, in der Nähe von Wasserschloss Werdringen. Heute in Besitz des Yachtclubs Harkortsee | 1705, Anbauten 1721/22 und um 1800                                                             | 19. Oktober 1992             | 125             |
| weitere Bilder                                                                  | Pavillon                                                                        | Hagen (Mitte) Elberfelder Straße 42                                                           | Bauherr Stadt Hagen, nach einem Entwurf von Dipl.-Ing. Herbert Böhme. Im Pavillon befindet sich ein Reisebüro | 1954                                                                                           | 9. November 1992             | 126             |
| weitere Bilder                                                                  | Haus Harkorten                                                                  | Westerbauer Haus Harkorten 1,2+3 Karte                                                        | Herrenhaus im bergischen Rokoko-Stil vom Großvater Friedrich Harkorts erbaut. Architekt: vermutlich Johann Peter Holthaus aus Breckerfeld | Herrenhaus 1756 Ökonomiehaus 1687 Jungfernhaus 1705                                            | 15. Dezember 1992            | 127             |
| weitere Bilder                                                                  | Wohnhaus                                                                        | Hohenlimburg (Oege) Drostenhof 3                                                              | gilt als eine der schönsten Jugendstilfassaden im westfälischen Raum. Architekt: Albert Loose | 1903/04                                                                                        | 16. November 1992            | 128             |
| weitere Bilder                                                                  | Wohnhaus                                                                        | Hohenlimburg (Oege) Drostenhof 5                                                              | Jugendstilfassade. Architekt: Albert Loose | 1903/04                                                                                        | 16. November 1992            | 129             |
| weitere Bilder                                                                  | Wohnhaus                                                                        | Hohenlimburg (Oege) Drostenhof 7                                                              | Jugendstilfassade. Architekt: Albert Loose | 1903/04                                                                                        | 16. November 1992            | 130             |
| Fachwerkhaus                                                                    | Fachwerkhaus                                                                    | Hohenlimburg Gaußstraße 6–8                                                                   | Wohnhaus am neuen Marktplatz |                                                                                                | 23. November 1992            | 131             |
| Kötterhaus                                                                      | Kötterhaus                                                                      | Fley Knippschildstraße 55                                                                     | Fachwerk; ehemaliges Waldarbeiterhaus derer von Vincke |                                                                                                | 23. November 1992            | 132             |
| Ensemble Lange Riege                                                            | Ensemble Lange Riege                                                            | Hagen (Eilpe) Riegestraße 17                                                                  | Teil einer Fachwerkhausreihe, die als Wohn- und Arbeitsstätten für Klingenschmiede errichtet wurde | 1660er Jahre                                                                                   | 7. Dezember 1992             | 133             |
| weitere Bilder                                                                  | Fabrik (burgartiges Bruchsteinbauwerk mit Lenne-Wehranlage)                     | Hohenlimburg Lenneuferstraße 5                                                                | in romantisierender Formsprache errichtet, erinnert das Gebäude an eine mittelalterliche Stadtbefestigung | um 1900                                                                                        | 7. November 1995             | 134             |
| Fachwerkhaus                                                                    | Fachwerkhaus                                                                    | Hohenlimburg (Nahmer) Haardtstraße 19                                                         | teilweise verschiefert, am Nahmerbach gelegen | um 1700                                                                                        | 8. Januar 1993               | 135             |
| Ehemalige „Alte Reichsbank“                                                     | Ehemalige „Alte Reichsbank“                                                     | Haspe Haenelstraße 52                                                                         | einstige Reichsbankfiliale, Historismus – spätbarocke bergisch-märkische Bürgerhausarchitektur. Architekt: Philipp Nitze, Reichsbankbaudirektor | 1910                                                                                           | 3. März 1993                 | 136             |
| Biohof Halden                                                                   | Biohof Halden                                                                   | Halden Berchumer Straße 61                                                                    | Hauptgebäude mit Wohn- und Scheunenteil (Inschrift: „Anno 1853“), Nebengebäude und weitere Scheune; Hofstelle als Ryn Gude to Haldene (Ryn-Gut zu Halden) im 14. Jahrhundert erstmals urkundlich erwähnt, über mehrere Jahrhunderte bis 1992 landwirtschaftlich genutzt, danach bis Anfang 2008 u. a. als Verkaufsstelle für Bioprodukte | 14. Jahrhundert / 1853                                                                         | 8. April 1993                | 137             |
| weitere Bilder                                                                  | Buschmühle                                                                      | Garenfeld Ruhrtalstraße 26                                                                    | |                                                                                                | 26. April 1993               | 138             |
| weitere Bilder                                                                  | Buschmühle                                                                      | Garenfeld Ruhrtalstraße 29 Karte                                                              | Ehemalige Wehranlage/Schleifmühle In den 1980er-Jahren erfolgte der Umbau zu einem Wasserkraftwerk. |                                                                                                | 26. April 1993               | 138             |
| Wohnhaus                                                                        | Wohnhaus                                                                        | Hagen (Selbecke) Auf dem Killing 2                                                            | |                                                                                                | 29. April 1983               | 139             |
| weitere Bilder                                                                  | Buschmühle                                                                      | Garenfeld Ruhrtalstraße 27                                                                    | |                                                                                                | 26. Mai 1993                 | 140             |
| Wohnhaus                                                                        | Wohnhaus                                                                        | Hohenlimburg (Oege) Drostenhof 28                                                             | Jugendstilfassade. Architekt: Albert Loose | 1903/04                                                                                        | 7. Juli 1993                 | 141             |
| Wohnhaus                                                                        | Wohnhaus                                                                        | Hohenlimburg (Oege) Drostenhof 9                                                              | Jugendstilfassade. Architekt: Albert Loose | 1903/04                                                                                        | 7. Juli 1993                 | 142             |
| Oeger Schulgebäude                                                              | Oeger Schulgebäude                                                              | Hohenlimburg (Oege) Oeger Straße 64                                                           | mit Anbau und Turnhalle; erbaut als Oeger Volksschule, danach Pestalozzischule, heute Wilhelm-Busch-Förderschule | 1896–1900                                                                                      | 19. Mai 1993                 | 143             |
| Wohn- und Geschäftshaus                                                         | Wohn- und Geschäftshaus                                                         | Hohenlimburg (Oege) Oeger Straße 66                                                           | Eckhaus |                                                                                                | 7. Juli 1993                 | 144             |
| weitere Bilder                                                                  | Verwaltungsgebäude                                                              | Hagen (Mitte) Museumsplatz 3                                                                  | spätklassizistischer Bau des ehemaligen Kreisgerichts Hagen, zeitweilig auch vom Landgericht Hagen genutzt, Architekt Carl Ferdinand Busse, 1981–1983 nach Originalplänen restauriert. Heute Stadtmuseum Hagen. | 1863–1866                                                                                      | 22. Juni 1993                | 145             |
| Villa (lt. Denkmalliste)                                                        | Villa (lt. Denkmalliste)                                                        | Haspe Berliner Straße 122 Karte                                                               | Wohn- und Geschäftshaus | 1912                                                                                           | 4. Oktober 1993              | 146             |
| Fachwerkhaus                                                                    | Fachwerkhaus                                                                    | Hohenlimburg Herrenstraße 28                                                                  | Haus Boecker/Umbeck; eines der Nachfolgebauten der ehemaligen Burgmannenhäuser, genannt „7 Kurfürsten“ | 18. Jahrhundert, Vorbau 1931/32                                                                | 19. Juli 1993                | 147             |
| Wohnhaus                                                                        | Wohnhaus                                                                        | Hagen (Eilpe) Eilper Straße 32                                                                | verschieferte Fassade |                                                                                                | 19. Juli 1993                | 148             |
| Fachwerkhaus                                                                    | Fachwerkhaus                                                                    | Westerbauer (Quambusch) Twittingstraße 72                                                     | | 1761                                                                                           | 19. Juli 1993                | 149             |
| Wohnhaus                                                                        | Wohnhaus                                                                        | Haspe Haenelstraße 44                                                                         | Jugendstilfassade | um 1900/05                                                                                     | 1. September 1993            | 150             |
| Hof Schulte-Rasche                                                              | Hof Schulte-Rasche                                                              | Berchum Berchumer Kirchplatz 15                                                               | ehemaliger Schultenhof und vormaliger Küchenhof der alten Berchumer Burg. Seit 1999 Kindergarten Berchum „Die kleinen Strolche“ |                                                                                                | 17. Juli 1996                | 151             |
| weitere Bilder                                                                  | Hoesch-Siedlung                                                                 | Hohenlimburg (Oege) Oststraße 31-73 und 34-66, Oeger Straße 129-131, Oeger Holz 9-23, 37-39   | ehem. Hoesch-Arbeitersiedlung (Colonie Oege). Architekt: Eugen Friederich. Mischung aus Art-déco, Expressionismus und Heimatstil. Häuser heute in Privatbesitz | von 1922 bis 1927                                                                              | 14. Januar 1994              | 152             |
| Wohnhaus                                                                        | Wohnhaus                                                                        | Hohenlimburg Grünrockstraße 25                                                                | Eckhaus |                                                                                                | 10. August 1993              | 153             |
| Gut Kuhweide mit mehreren Gebäuden                                              | Gut Kuhweide mit mehreren Gebäuden                                              | Delstern Gut Kuhweide 1                                                                       | erstmals 1453 erwähnt. Das heutige Gutsgebäude 1856/57 errichtet, Jugendstil-Villa um 1900 (Architekt: Carl Post), Turm 1922. | 15. Jahrhundert / ab 1856                                                                      | 21. September 1993           | 154             |
| Realschule                                                                      | Realschule                                                                      | Hagen (Eilpe) Franzstraße 79                                                                  | Hallenschule, ehemalige Realschule, heute Gustav-Heinemann-Schule. Architekt: Stadtbaurat Ewald Figge | 1912/13                                                                                        | 5. Oktober 1993              | 155             |
| Fachwerkhaus                                                                    | Fachwerkhaus                                                                    | Hohenlimburg Lohmannstraße 9                                                                  | |                                                                                                | 10. August 1993              | 156             |
| weitere Bilder                                                                  | Gutshof Funckenhausen                                                           | Vorhalle (Funckenhausen) Funckenhausen 1 Karte                                                | im Stil niedersächsischer Hallenhäuser, mit einem der schönsten Renaissance-Fachwerkgiebel im heimischen Raum. | Gutshof 1713, Hafer-/Kornkasten 1665                                                           | 13. August 1993              | 157             |
| Fachwerkhaus                                                                    | Fachwerkhaus                                                                    | Hohenlimburg Lohmannstraße 5                                                                  | ehemalige Gaststätte „Kurdelbusch“ |                                                                                                | 24. August 1993              | 158             |
| Gut Niederste Sporbeck                                                          | Gut Niederste Sporbeck                                                          | Vorhalle Mühlenbrinkstraße 44a Karte                                                          | ehemaliger Gutshof, eng verbunden mit dem nahe gelegenen Gut Funckenhausen (einst Oberste Sporbeck) | Zusammenschluss beider Güter 1421                                                              | 4. Oktober 1993              | 159             |
| Fachwerkhaus                                                                    | Fachwerkhaus                                                                    | Hohenlimburg Herrenstraße 32                                                                  | eines der Nachfolgebauten der ehemaligen Burgmannenhäuser, genannt „7 Kurfürsten“ | um 1700                                                                                        | 22. November 1993            | 160             |
| Fachwerkhaus                                                                    | Fachwerkhaus                                                                    | Hohenlimburg Jahnstraße 48 + 50                                                               | |                                                                                                | 6. Dezember 1993             | 161             |
| weitere Bilder                                                                  | Fachwerkhaus                                                                    | Hohenlimburg Herrenstraße 24 Karte                                                            | eines der Nachfolgebauten der ehemaligen Burgmannenhäuser, genannt „7 Kurfürsten“ | 18. Jahrhundert                                                                                | 26. November 1993            | 162             |
| Villa Kritzler                                                                  | Villa Kritzler                                                                  | Hohenlimburg (Wesselbach) Neuer Schloßweg 26                                                  | ehemalige Fabrikanten-Villa Kritzler im Neoklassizismus-Stil | Ende des 19. Jahrhunderts                                                                      | 29. Dezember 1993            | 163             |
| Fachwerkhaus im historischen Stiftsbereich Elsey                                | Fachwerkhaus im historischen Stiftsbereich Elsey                                | Hohenlimburg (Elsey) Marktstraße 1                                                            | ehemaliger Hof Holtschmit-Advokat und früheres Wohnhaus des Elseyer Stiftsamtmannes Friedrich Moritz Holtschmit (1766–1844). | 18. Jahrhundert                                                                                | 17. Januar 1994              | 164             |
| Fachwerkhaus im historischen Stiftsbereich Elsey                                | Fachwerkhaus im historischen Stiftsbereich Elsey                                | Hohenlimburg (Elsey) Marktstraße 3                                                            | ehemaliges Werkstattgebäude | vor 1796                                                                                       | 4. Februar 1994              | 165             |
| Villa (lt. Denkmalliste)                                                        | Villa (lt. Denkmalliste)                                                        | Hagen (Wehringhausen) Buscheystraße 48                                                        | Wohnhaus mit Jugendstilfassade. Architekt: Josef Fischer | vor 1910                                                                                       | 2. Mai 1994                  | 166             |
| Ruine Haus Berchum                                                              | Ruine Haus Berchum                                                              | Berchum Am Kleff                                                                              | ehemaliges Herrenhaus; erstmals urk. 1243 erwähnt, Ruine 1971 restauriert | vor 1243                                                                                       | 14. März 1994                | 167             |
| Doppelvilla (lt. Denkmalliste)                                                  | Doppelvilla (lt. Denkmalliste)                                                  | Hagen (Wehringhausen) Dömbergstraße 32                                                        | Jugendstil-Wohnhaus. Architekten: Hofmann & Büchsenschütz | 1914                                                                                           | 2. Mai 1994                  | 168             |
| Wohnhaus                                                                        | Wohnhaus                                                                        | Hagen (Oberhagen) Frankfurter Straße 12                                                       | Jugendstil-Eckhaus | ca. 1905                                                                                       | 14. Juni 1994                | 169             |
| Fachwerkhaus                                                                    | Fachwerkhaus                                                                    | Herbeck Hohenlimburger Straße 3                                                               | |                                                                                                | 2. Mai 1994                  | 170             |
| weitere Bilder                                                                  | Fachwerkhaus                                                                    | Herbeck Hohenlimburger Straße 1 Karte                                                         | Renoviert 2019/20 | 1797                                                                                           | 28. Juni 1994                | 171             |
| Fachwerkhaus                                                                    | Fachwerkhaus                                                                    | Hohenlimburg (Wesselbach) Wesselbachstraße 1                                                  | eines der Nachfolgebauten der ehemaligen Burgmannenhäuser, genannt „7 Kurfürsten“ | 18. Jahrhundert                                                                                | 16. Mai 1994                 | 172             |
| weitere Bilder                                                                  | Villa Springmann                                                                | Hagen (Wehringhausen) Christian-Rohlfs-Straße 49 (früher Kolonialstraße)                      | Zweigeschossiges Gebäude mit hohem Mansarddach und hohem Bruchsteinsockel. Das Dach war ursprünglich mit belgischem Schiefer gedeckt (gelb-violett). Zur Straßenseite hin befindet sich ein zweigeschossiger Runderker. 2009 wurde das Gebäude als „Wohnhaus für ältere Menschen“ modernisiert. | 1910er Jahre                                                                                   | 16. Mai 1994                 | 173             |
| Doppelvilla                                                                     | Doppelvilla                                                                     | Hagen (Wehringhausen) Schumannstraße 8 + 10                                                   | in Anlehnung an den bergisch- barockisierenden Stil (Neo-Historismus) erbaut. Architekten: Max und Hans Woltmann aus Hagen | 1924                                                                                           | 31. Mai 1994                 | 174             |
| Wohnhaus                                                                        | Wohnhaus                                                                        | Hagen (Oberhagen) Elisabethstraße 5                                                           | Jugendstil-Eckhaus | ca. 1905                                                                                       | 30. Mai 1994                 | 175             |
| weitere Bilder                                                                  | Fachwerkhaus                                                                    | Hohenlimburg Herrenstraße 26                                                                  | ehemaliges Haus Tilmann | 18. Jahrhundert                                                                                | 13. Juni 1994                | 176             |
| weitere Bilder                                                                  | Kontorgebäude und zwei Villen Wippermann                                        | Delstern Delsterner Straße 133, 135, 137                                                      | Kettenfabrik Wippermann, gegründet 1893 | Kontorgebäude 1903                                                                             | 18. Juli 1994                | 177             |
| weitere Bilder                                                                  | Villa Cuno                                                                      | Eppenhausen Haßleyer Straße 35                                                                | direkt an die Gartenstadt Hohenhagen grenzend, Architekt: Peter Behrens, gebaut als Wohnhaus für Willi Cuno, den ersten Oberbürgermeister von Hagen | 1909–1910                                                                                      | 13. Juli 1994                | 178             |
| Fachwerk-Doppelhaus                                                             | Fachwerk-Doppelhaus                                                             | Hohenlimburg (Wesselbach) Wesselbachstraße 62c + 64                                           | ehemalige Blaufärberei und Wohnhaus des Webers Steltmann | 17./18. Jahrhundert                                                                            | 13. Juli 1994                | 179             |
| weitere Bilder                                                                  | Haus Dahl                                                                       | Dahl Dahler Straße 65                                                                         | auf den Fundamenten des Vorgängerbaus im frühklassizistischen Stil errichtet. Bauherr: Friedrich Gerstein | um 1825                                                                                        | 19. September 1994           | 180             |
| weitere Bilder                                                                  | Kurfürstenpalais                                                                | Hagen (Kratzkopf) Natorpstraße 12                                                             | langgestrecktes Wohngebäude auf dem Kratzkopf. Ehemalige Betriebswohnungen der Textilfabrik Elbers. Architekt: Georg Metzendorf | um 1925                                                                                        | 11. November 1994            | 181             |
| Fachwerkhaus                                                                    | Fachwerkhaus                                                                    | Hohenlimburg Alter Schloßweg 17                                                               | Haus Schmerbeck, ehemaliger gräflicher Meierhof | 17. Jahrhundert                                                                                | 30. Dezember 1994            | 182             |
| weitere Bilder                                                                  | Jüdischer Friedhof (Eilpe)                                                      | Hagen (Eilpe) Hohle Straße / Ecke Straßburger Straße                                          | Friedhof der Jüdischen Gemeinde Hagen | 1920                                                                                           | 31. Januar 1995              | 183             |
| weitere Bilder                                                                  | Jüdischer Friedhof Elsey (Hagen)                                                | Hohenlimburg (Elsey) Heidestraße                                                              | auch Kriegsgräberstätte für Kriegstote des Zweiten Weltkriegs | 1886                                                                                           | 31. Januar 1995              | 184             |
| Fachwerkhaus                                                                    | Fachwerkhaus                                                                    | Holthausen Husterstraße 20                                                                    | |                                                                                                | 19. April 1995               | 185             |
| Fachwerkhaus                                                                    | Fachwerkhaus                                                                    | Holthausen Husterstraße 17                                                                    | |                                                                                                | 19. April 1995               | 186             |
| Wohnhaus                                                                        | Wohnhaus                                                                        | Westerbauer An der Hütte 42                                                                   | |                                                                                                | 19. April 1995               | 187             |
| Wohnhaus im historischen Stiftsbereich Elsey                                    | Wohnhaus im historischen Stiftsbereich Elsey                                    | Hohenlimburg (Elsey) Im Stift 33                                                              | ehemaliges Kurienhaus des Klosters Elsey | 1708                                                                                           | 19. April 1995               | 188             |
| Fachwerkhaus im historischen Stiftsbereich Elsey                                | Fachwerkhaus im historischen Stiftsbereich Elsey                                | Hohenlimburg (Elsey) Im Stift 27                                                              | |                                                                                                | 19. April 1995               | 189             |
| Husterhof                                                                       | Husterhof                                                                       | Holthausen Husterstraße 15                                                                    | Bauernhof Ostheide; Fachwerk, teilweise verschiefert, bis zur Ablösung 1812 Lehnshof der Herren von Brabeck | Pachtbrief von 1595                                                                            | 26. April 1995               | 190             |
| Speicherbackhaus                                                                | Speicherbackhaus                                                                | Dahl (Rüggebein) Rüggebein 3                                                                  | zweigeschossiges „Backes“ auf dem Freigut Rüggebein (1314), aus Bruchstein errichtet, mit steilem pfannengedeckten Satteldach | 16. Jahrhundert                                                                                | 12. Juni 1995                | 191             |
| Wohnhaus                                                                        | Wohnhaus                                                                        | Hagen (Eilpe) Karl-Schlickum-Weg 3                                                            | Fachwerkhaus, einst Schmiede, später Schuhmacher, heute Wohn- und Bürohaus | 1880                                                                                           | 12. Juni 1995                | 192             |
| Kaiser-Friedrich-Denkmal                                                        | Kaiser-Friedrich-Denkmal                                                        | Hagen (Eilpe) Eilper Straße                                                                   | das „Eilper Denkmal“ wurde in Gedenken an Kaiser Friedrich III. (1831–1888), auf Wunsch der Eilper Bürger errichtet | Einweihung: 3. August 1899                                                                     | 11. Juli 1995                | 194             |
| Ehemaliger Kornkasten                                                           | Ehemaliger Kornkasten                                                           | Halden Berchumer Straße 63                                                                    | |                                                                                                | 11. Juli 1995                | 195             |
| Spieker                                                                         | Spieker                                                                         | Dahl (Hückinghausen) Hückinghausen 2                                                          | Kornspeicher auf dem Freigut Hückinghausen (1314); zweigeschossiges Bruchsteingebäude mit pfannengedeckten Satteldach | 1710                                                                                           | 12. Juli 1995                | 196             |
| weitere Bilder                                                                  | Ehemalige Schloßbrauerei                                                        | Hohenlimburg Herrenstraße 17 / Ecke Kaiserstraße Karte                                        | Jugendstilgebäude. Architekt: Albert Loose. Ehemalige Schloßbrauerei, heute Wohnhaus, Gaststätte und Kulturzentrum Werkhof Hohenlimburg | 1906–1908                                                                                      | 16. August 1995              | 197             |
| Hof Rumscheid                                                                   | Hof Rumscheid                                                                   | Dahl (Rumscheid) Rumscheid 5                                                                  | Hof Rumscheid wurde erstmals 1050 als Lehnshof der Abtei Werden a. d. Ruhr erwähnt. Damit ist er der älteste dauerhaft besiedelte Wohnplatz auf Hagener Gebiet | 11. Jahrhundert / 1819                                                                         | 12. März 1997                | 198             |
| weitere Bilder                                                                  | Kaiser-Friedrich-Turm                                                           | Haspe (Hesterthardt) Im Deerth 10 Karte                                                       | Aussichtsturm auf der Hesterthardt | 1910                                                                                           | 15. November 1995            | 199             |
| Fachwerkhaus                                                                    | Fachwerkhaus                                                                    | Fley Erlhagen 20                                                                              | |                                                                                                | 1. Dezember 1995             | 200             |
| Fachwerkhaus                                                                    | Fachwerkhaus                                                                    | Vorhalle Im Stell 3 Karte                                                                     | |                                                                                                | 12. Dezember 1995            | 201             |
| Fachwerkhaus                                                                    | Fachwerkhaus                                                                    | Vorhalle Im Stell 2 Karte                                                                     | ehemaliges Kötterhaus, seit 1984 Freizeitheim des CVJM Hagen. Am Haus befindet sich ein historischer Höhenfestpunkt | 18. Jahrhundert                                                                                | 8. Januar 1996               | 202             |
| weitere Bilder                                                                  | Villa                                                                           | Eppenhausen (Emst) Lohestraße 3                                                               | ehemalige Villa Kerckhoff. Architekten: Gebrüder Ludwigs. Bestandteil der Gartenstadt Hohenhagen | 1922                                                                                           | 30. Januar 1996              | 203             |
| Wohn und Geschäftshaus                                                          | Wohn und Geschäftshaus                                                          | Hohenlimburg Freiheitstraße 18                                                                | |                                                                                                | 30. Januar 1996              | 204             |
| Wohn und Geschäftshaus                                                          | Wohn und Geschäftshaus                                                          | Hohenlimburg Freiheitstraße 28                                                                | mit Jugendstilornamenten floraler Art | 1904                                                                                           | 30. Januar 1996              | 205             |
| weitere Bilder                                                                  | Ehemalige Hofanlage Isenberg                                                    | Dahl Auf dem Stein 1, 2, 4                                                                    | bestehend aus Bauernhaus, Scheune und Schmiedekotten | 17. Jahrhundert                                                                                | 15. Dezember 1997            | 206             |
| Fachwerkhaus                                                                    | Fachwerkhaus                                                                    | Hohenlimburg Lohmannstraße 6                                                                  | |                                                                                                | 20. März 1996                | 207             |
| Wohnhaus                                                                        | Wohnhaus                                                                        | Boele Kirchstraße 2                                                                           | Fachwerkhaus |                                                                                                | 10. April 1996               | 208             |
| Wohnhaus                                                                        | Wohnhaus                                                                        | Haspe Kirmesplatz 1                                                                           | ehemalige Fabrikanten-Villa Winterhoff, an der Ennepe gelegen |                                                                                                | 3. Juni 1996                 | 210             |
|                                                                                 | Wohnhaus                                                                        | Delstern (Ambrock) Hampe 1                                                                    | ehemalige Hofanlage |                                                                                                | 21. Januar 1997              | 211             |
| Wohn- und Geschäftshaus                                                         | Wohn- und Geschäftshaus                                                         | Hagen (Wehringhausen) Roonstraße 1                                                            | Eckhaus |                                                                                                | 26. August 1996              | 212             |
| Ehemalige Kaffeemühlenfabrik mit Wohnhaus                                       | Ehemalige Kaffeemühlenfabrik mit Wohnhaus                                       | Westerbauer Neue Straße 27                                                                    | Fabrik mit roter Ziegelsteinfassade. Fachwerkhaus, teilweise verschiefert | Fabrik 1901, Wohnhaus vermutlich 18. Jahrhundert                                               | 20. Dezember 1996            | 213             |
| Ricarda-Huch-Schule (Gymnasium)                                                 | Ricarda-Huch-Schule (Gymnasium)                                                 | Hagen Voswinckelstraße 1                                                                      | viergeschossiger Flügelbau, U-förmiger Grundriss, Glasgang mit Verbindung zur Turnhalle mit der darüberliegenden Aula. Bauherr Stadt Hagen | 1952–1954, Anbau 1992                                                                          | 20. Mai 2014                 | 214             |
| weitere Bilder                                                                  | Stadtvilla                                                                      | Hagen (Mitte) Konkordiastraße 16                                                              | gründerzeitliche Stadtvilla |                                                                                                | 19. Februar 1997             | 215             |
| weitere Bilder                                                                  | Stadtvilla                                                                      | Hagen (Mitte) Konkordiastraße 20                                                              | gründerzeitliche Stadtvilla |                                                                                                | 1. April 1997                | 216             |
| weitere Bilder                                                                  | Stadtvilla                                                                      | Hagen (Mitte) Konkordiastraße 18                                                              | gründerzeitliche Stadtvilla |                                                                                                | 15. April 1997               | 218             |
| Wohnhaus                                                                        | Wohnhaus                                                                        | Hagen (Wehringhausen) Eugen-Richter-Straße 52                                                 | Jugendstilfassade. Architekt: Ernst Lippner | 1904                                                                                           | 2. April 1997                | 219             |
| weitere Bilder                                                                  | Ehemaliges Stadtbad Haspe                                                       | Haspe Berliner Straße 115 Karte                                                               | errichtet nach Plänen des damaligen Hasper Stadtarchitekten Fritz Julius Günther Oberste-Berghaus (1895–1950) im Stil des Neuen Bauens | 1928–1931                                                                                      | 21. Mai 1997                 | 220             |
| Wohnhaus                                                                        | Wohnhaus                                                                        | Hohenlimburg (Elsey) Iserlohner Straße 46                                                     | roter Klinkerbau, ehemaliges Haus Sackermann | vor 1907                                                                                       | 16. Juni 1997                | 221             |
| Fachwerkhaus                                                                    | Fachwerkhaus                                                                    | Hagen (Eilpe) Adrianstraße 3                                                                  | |                                                                                                | 13. November 1997            | 223             |
| Fachwerkhaus                                                                    | Fachwerkhaus                                                                    | Hagen (Eilpe) Adrianstraße 1                                                                  | |                                                                                                | 13. November 1997            | 224             |
| Villa mit Kutscherhaus                                                          | Villa mit Kutscherhaus                                                          | Delstern (Ambrock) Lücköge 1                                                                  | ehemalige Fabrikanten-Villa Höfinghoff, nachklassizistisch mit Neorenaissance-Kutscherhaus | um 1860                                                                                        | 23. Februar 1998             | 226             |
| weitere Bilder                                                                  | Stellwerk Haenelstraße                                                          | Haspe Kölner Straße Karte                                                                     | „Schrankenposten 4“, ehemaliges Stellwerk Hko (Bf. Harkorten) an der Ennepetalbahn |                                                                                                | 6. Mai 1998                  | 227             |
| Fachwerkhaus, ehemaliger Kupferhammer                                           | Fachwerkhaus, ehemaliger Kupferhammer                                           | Hohenlimburg (Nahmer) Schleipenbergstraße 31                                                  | ehemaliges Verwaltungsgebäude des Hengstenberg’schen Kupferhammers, ältester Zeitzeuge Hohenlimburger Industriegeschichte | 1571 (1922/23 vom Nahmertal zur Schleipenbergstraße umgesetzt)                                 | 6. April 1999                | 228             |
| Gemeindehaus im historischen Stiftsbereich Elsey                                | Gemeindehaus im historischen Stiftsbereich Elsey                                | Hohenlimburg (Elsey) Im Stift 37                                                              | ehemaliges Gemeindehaus der ev.-luth. Kirche Elsey, heute Hebammen Praxis Hohenlimburg | 1907                                                                                           | 23. September 1999           | 229             |
| Villa                                                                           | Villa                                                                           | Haspe Berliner Straße 80 Karte                                                                | Baustil in der Formsprache des Klassizismus | 1920er Jahre                                                                                   | 15. Oktober 1999             | 230             |
| weitere Bilder                                                                  | Grabmäler                                                                       | Hohenlimburg Am Boeckwaag                                                                     | auf dem alten evangelisch-reformierten Friedhof Boeckwaag | 1835                                                                                           | 20. Juni 2000                | 232             |
| Grabmal Elisabeth Coester                                                       | Grabmal Elisabeth Coester                                                       | Hohenlimburg (Elsey) Iserlohner Straße                                                        | Grabmal (Mosaikplatte) der Künstlerin Elisabeth Coester (1900–1941) auf dem ev.-ref. Ostfeld-Friedhof | 1941                                                                                           | 25. September 2000           | 233             |
| weitere Bilder                                                                  | Evangelisch-reformierte Friedhofskapelle Ostfeld                                | Hohenlimburg (Elsey) Iserlohner Straße                                                        | im Inneren der Kapelle befindet sich auf der Rückseite eine kunstgeschichtlich bedeutsame Glaswand der Künstlerin Elisabeth Coester | 1940                                                                                           | 25. September 2000           | 234             |
| Reformiertes Pfarrhaus                                                          | Reformiertes Pfarrhaus                                                          | Hohenlimburg Im Weinhof 16                                                                    | ehemaliges Pfarrhaus der reformierten Gemeinde Hohenlimburg, mit spätklassizistischer Fassade. Geburtshaus der liberalen Politikerin Gertrud Bäumer | um 1870                                                                                        | 13. Juli 2000                | 235             |
| Fachwerkhaus                                                                    | Fachwerkhaus                                                                    | Hagen (Eilpe) Adrianstraße 8                                                                  | |                                                                                                | 1. September 2000            | 236             |
| weitere Bilder                                                                  | Schloss Hohenlimburg                                                            | Hohenlimburg Alter Schloßweg 30 Karte                                                         | bedeutende und einzige Höhenburg Westfalens. Baubeginn unter Graf Dietrich von Altena-Isenberg. Mittelpunkt der ehemaligen Grafschaft Limburg. Schloss und Ländereien in Besitz des Fürsten zu Bentheim-Tecklenburg | Baubeginn und erste Erwähnung im 13. Jahrhundert, danach zahlreiche Umbauten und Erweiterungen | 15. Januar 2001              | 237             |
| Fachwerkhaus                                                                    | Fachwerkhaus                                                                    | Westerbauer Enneper Straße 87                                                                 | das Haus diente ehemals der „Kompanie des guten Willens“ als Hauptquartier. Hier fanden sich Rentner aus allen Handwerken zusammen, um caritative Arbeitseinsätze durchzuführen |                                                                                                | 20. Juni 2001                | 239             |
| Wohnhaus                                                                        | Wohnhaus                                                                        | Hohenlimburg Mühlenteichstraße 6                                                              | ehemaliges Bürogebäude der Firma Borlinghaus | Ende 19. Jahrhundert                                                                           | 19. April 2001               | 240             |
| weitere Bilder                                                                  | Ehemalige Firma Elbers, Verwaltungsgebäude                                      | Hagen (Oberhagen) Dödter Straße 10                                                            | heute von der städtischen Max-Reger-Musikschule genutzt | um 1910                                                                                        | 28. Juni 2001                | 241             |
| Wohnhaus (begrünt, Rückseite Fachwerk) im historischen Stiftsbereich Elsey      | Wohnhaus (begrünt, Rückseite Fachwerk) im historischen Stiftsbereich Elsey      | Hohenlimburg (Elsey) Elseyer Kirchplatz 2                                                     | ehemaliges Kurienhaus des Klosters Elsey, Wohnhaus der Äbtissin von Syberg (1641–1684) |                                                                                                | 13. September 2001           | 242             |
| Fachwerkhaus im historischen Stiftsbereich Elsey                                | Fachwerkhaus im historischen Stiftsbereich Elsey                                | Hohenlimburg (Elsey) Im Stift 21                                                              | | 1840                                                                                           | 2. November 2001             | 243             |
| Wohnhaus im historischen Stiftsbereich Elsey                                    | Wohnhaus im historischen Stiftsbereich Elsey                                    | Hohenlimburg (Elsey) Im Stift 35                                                              | ehemaliges Kurienhaus des Klosters Elsey, Wohnhaus der Äbtissin Amalie Dorothea Elisabeth von dem Bottlenberg gen. Kessel (1776–1797). Im Stil des Spätrokoko erbaut | 1789                                                                                           | 18. April 2002               | 245             |
| Fachwerkhaus im historischen Stiftsbereich Elsey                                | Fachwerkhaus im historischen Stiftsbereich Elsey                                | Hohenlimburg (Elsey) Im Stift 25                                                              | |                                                                                                | 11. April 2002               | 246             |
| Wohnhaus im historischen Stiftsbereich Elsey                                    | Wohnhaus im historischen Stiftsbereich Elsey                                    | Hohenlimburg (Elsey) Im Stift 29                                                              | ehemaliges Kurienhaus des Klosters Elsey | 18. Jahrhundert                                                                                | 11. April 2002               | 247             |
| Fachwerkpavillon, auch Hintergebäude                                            | Fachwerkpavillon, auch Hintergebäude                                            | Hohenlimburg Herrenstraße 18                                                                  | Jugendstil, ehemaliger Tabakwaren-Pavillon. Architekt: Martin Fahning. Seltenes Beispiel der „Ära-1900-Pavillon-Architektur“ | 1906                                                                                           | 8. Januar 2002               | 248             |
| Fachwerkhaus                                                                    | Fachwerkhaus                                                                    | Hohenlimburg (Wesselbach) Lolochstraße 3                                                      | vor 200–300 Jahren ein typisches Hohenlimburger Arbeiter-Wohnhaus | um 1750                                                                                        | 4. Februar 2002              | 249             |
| weitere Bilder                                                                  | Theodor-Fliedner-Haus                                                           | Eckesey (Altenhagen) Märkischer Ring 31                                                       | |                                                                                                | 14. Mai 2002                 | 251             |
| weitere Bilder                                                                  | Buschey-Friedhof                                                                | Hagen (Wehringhausen) Grünstraße 2                                                            | Der älteste im Betrieb befindliche Friedhof Hagens bewahrt historisch wertvolle, kunstvoll gearbeitete Grabdenkmale. In der stilistischen Vielfalt aus den letzten Jahrhunderten sucht der Buschey-Friedhof in Südwestfalen seinesgleichen. Man findet hier klassizistische Tempel, typische Skulpturen des Historismus und des Jugendstils neben expressionistischen Grabsteinen. | 1810                                                                                           |                              | 252             |
| Villa Koenig                                                                    | Villa Koenig                                                                    | Hohenlimburg (Elsey) Burgweg 7                                                                | Architekt: Otto de Berger. Ehemalige Villa der Hohenlimburger Unternehmerfamilie Koenig | 1923/24                                                                                        | 12. Juli 2002                | 253             |
| weitere Bilder                                                                  | Ehemalige Firma Elbers                                                          | Hagen (Oberhagen) Dödter Straße 10, Dödter Straße 12, Tuchmacherstraße 2–4                    | Betriebsgebäude (Dödter Straße 10), Turbinenhaus/„Närrischer Reichstag“ (Dödter Straße 12), Ledigenwohnheim (Tuchmacherstraße 2) und Familienhaus (Tuchmacherstraße 4) |                                                                                                | 18. Februar 2003             | 254             |
| Wohn- und Geschäftshaus                                                         | Wohn- und Geschäftshaus                                                         | Haspe Hestertstraße 2                                                                         | Mischung aus Historismus-Elementen, gepaart mit Jugendstil-Accessoires. Architekt: Franz Xaver Toelle | 1906                                                                                           | 8. Juli 2003                 | 255             |
| Wohn- und Geschäftshaus                                                         | Wohn- und Geschäftshaus                                                         | Haspe Romachstraße 25                                                                         | Mischung aus Historismus-Elementen, gepaart mit Jugendstil-Accessoires. Architekt: Franz Xaver Toelle. Ehemaliges Haus des Bäckermeisters Caspar Thurn. | 1906                                                                                           | 8. Juli 2003                 | 256             |
| weitere Bilder                                                                  | Ehemalige Fabrik Brandt                                                         | Westerbauer Enneper Straße 101–115, 140, 140 a                                                | einander gegenüberliegende straßenseitige Fassaden der ehemaligen Zwiebackfabrik und der Keks-, Gebäck- und Waffelfabrik sowie dazwischen zwei Verbindungsbrücken über die B 7 („Brandtbrücken“) |                                                                                                | 24. Mai 2005                 | 257             |
| Mietwohnungshaus                                                                | Mietwohnungshaus                                                                | Hagen (Remberg) Rembergstraße 29                                                              | Fassade mit vielen Stuckelementen | um 1896                                                                                        | 21. Oktober 2004             | 258             |
| Wohnhaus                                                                        | Wohnhaus                                                                        | Hagen (Remberg) Rembergstraße 23                                                              | |                                                                                                | 1. Juni 2005                 | 259             |
| weitere Bilder                                                                  | Christian-Rohlfs-Gymnasium                                                      | Haspe Ennepeufer 3 Karte                                                                      | errichtet nach Plänen des damaligen Hasper Stadtarchitekten Fritz Julius Günther Oberste-Berghaus (1895–1950) im Stil des Neuen Bauens, vorläufige Unter-Denkmalschutz-Stellung erfolgte bereits am 17. September 1986 | 1928–1931                                                                                      | 6. Juni 2005                 | 260             |
| Verwundetenehrenmal                                                             | Verwundetenehrenmal                                                             | Haspe Berliner Straße / Ecke Heilig-Geist-Straße 2                                            | Denkmalsäule für die katholischen Versehrten aus Haspe des Ersten Weltkriegs. Entworfen 1917 von Architekt Emil Fahrenkamp. |                                                                                                | 27. Mai 2005                 | 261             |
| Soldatenehrenmal Berchumer Straße                                               | Soldatenehrenmal Berchumer Straße                                               | Halden Berchumer Straße                                                                       | Soldatenehrenmal für die Gefallenen aus Halden des Ersten Weltkriegs, Grundstück Gemarkung Halden, Flur 6, Flurstück 236. |                                                                                                | 7. Juni 2005                 | 262             |
| Wohnhaus                                                                        | Wohnhaus                                                                        | Hagen (Wehringhausen) Grummertstraße 6                                                        | | 1901                                                                                           | 29. Mai 2006                 | 265             |
| weitere Bilder                                                                  | Philipp-Nicolai-Kirche                                                          | Boele Schwerter Straße 124                                                                    | durch einen Luftangriff 1945 fast völlig zerstört, danach Wiederaufbau. Evangelische Melanchthon-Gemeinde | 1870/73 – 1945/46                                                                              | 7. Juni 2006                 | 266             |
| weitere Bilder                                                                  | Krematorium (Eduard-Müller-Krematorium)                                         | Delstern Am Berghang Karte                                                                    | nach Plänen von Peter Behrens erbauter kubisch geschlossener, streng symmetrisch gestalteter Baukörper der frühen Moderne. Erster Krematoriumsbau in Preußen. Genehmigung zur Eröffnung erst 1912 | 1907/08                                                                                        | 20. Dezember 2006            | 267             |
| Stirnwand mit Mosaik am Wohn- und Geschäftshaus                                 | Stirnwand mit Mosaik am Wohn- und Geschäftshaus                                 | Westerbauer Enneper Straße 122                                                                | farbiges Mosaik aus glasierten Keramik-, Glas- und goldbeschichteten Steinen, Motiv: Menschengruppe mit Broten und Brotkorb mit zwiebackförmigen Broten, geschaffen vom Künstler Bernhard Gohla, Pendant zur gegenüberliegenden Fassade Enneper Straße 128 (Denkmal Nr. 294), beide Stirnwände von der benachbarten Zwiebackfabrik Brandt als Reklamewand genutzt | 1950er Jahre                                                                                   | 21. Februar 2008             | 268             |
| Wohnhaus                                                                        | Wohnhaus                                                                        | Hagen (Höing) Fleyer Straße 83                                                                | Eckhaus |                                                                                                | 11. Oktober 2007             | 269             |
| weitere Bilder                                                                  | Federnfabrik C. M. Pieper                                                       | Hohenlimburg Herrenstraße 20–24 Karte                                                         | Drahtweberei und Federnfabrik, gegründet 1831 |                                                                                                | 15. Januar 2008              | 270             |
| weitere Bilder                                                                  | Evangelische Pfarrkirche                                                        | Dahl Dahler Straße                                                                            | durch Brand 1729 zerstört. Wiederaufbau in schlichter 1-schiffiger Bruchsteinbauweise mit eingebautem Westturm. Ev. Auferstehungs-Kirchengemeinde | Vorgängerbau 13. Jahrhundert / 1730                                                            | 3. Juli 1987                 | 271 Wikidata    |
| Villa Wippermann                                                                | Villa Wippermann                                                                | Hagen (Eilpe) Eilper Straße 78                                                                | Architekt: Carl Post. Stammhaus der Familie Wippermann (Kettenfabrik) | Ende 19. Jahrhundert                                                                           | 3. Juli 1987                 | 272             |
| weitere Bilder                                                                  | Eugen-Richter-Turm                                                              | Hagen (Wehringhausen) Elsa-Brandström-Weg (Am Eugen-Richter-Turm) Karte                       | Aussichtsturm auf der Egge | 1911                                                                                           | 29. Juni 1987                | 273             |
| Wohnhaus / Villa                                                                | Wohnhaus / Villa                                                                | Hagen (Höing) Fleyer Straße 104 b                                                             | im bergischen Barock-Stil errichtet. Architekt: Georg Spelling |                                                                                                | 29. Juni 1987                | 274             |
| weitere Bilder                                                                  | Evangelisch-reformierte Kirche Hohenlimburg                                     | Hohenlimburg Freiheitstraße 35 Karte                                                          | barocke Saalkirche mit einer einzigartigen, im Stil der Zeit bemalten Holzdecke. Kanzel und Orgelprospekt in reicher barocker Schnitzerei ausgeführt. Patronatskirche des Fürsten zu Bentheim-Tecklenburg | 1749/51                                                                                        | 2. Juli 1987                 | 275             |
| Hallenschule Altenhagen                                                         | Hallenschule Altenhagen                                                         | Eckesey (Altenhagen) Friedensstraße 26                                                        | Schulbau der frühen Moderne mit Skulpturen von Milly Steger an Vorder- und Hintereingang. Architekt: Stadtbaurat Ewald Figge. Heute Hauptschule Altenhagen | 1911/12, erweitert 1914                                                                        | 29. Juni 1987                | 276             |
| weitere Bilder                                                                  | Bismarckturm                                                                    | Hagen (Goldberg) Kanzlerweg Karte                                                             | Aussichtsturm auf dem Goldberg | 1900–1901                                                                                      | 19. Juli 1988                | 278             |
| Bauernhaus                                                                      | Bauernhaus                                                                      | Holthausen Klippchen 5                                                                        | ehemaliger Fachwerk-Bauernhof |                                                                                                | 2. Juli 1987                 | 279             |
| Wohn- und Geschäftshaus                                                         | Wohn- und Geschäftshaus                                                         | Hagen (Wehringhausen) Lange Straße 058 a / Ecke Pelmkestraße 10                               | Jugendstil-Eckhaus | 1902                                                                                           | 29. Mai 1989                 | 280             |
| Wohnhaus                                                                        | Wohnhaus                                                                        | Hagen (Wehringhausen) Lange Straße 60                                                         | |                                                                                                | 29. Mai 1989                 | 281             |
| Wohnhaus                                                                        | Wohnhaus                                                                        | Hohenlimburg Lohmannstraße 7                                                                  | Haus Holtschmidt |                                                                                                | 2. Juli 1987                 | 283             |
| Kulturzentrum Pelmke                                                            | Kulturzentrum Pelmke                                                            | Hagen (Wehringhausen) Pelmkestraße 14                                                         | ehemalige Pelmkeschule | 1890                                                                                           | 18. Juli 1988                | 284             |
| Fachwerkhaus                                                                    | Fachwerkhaus                                                                    | Hagen (Eilpe) Selbecker Straße 28                                                             | „Alte Dorfschänke“ mit verschiefertem Fachwerk |                                                                                                | 3. Juli 1987                 | 285             |
| Fachwerkhaus                                                                    | Fachwerkhaus                                                                    | Hagen (Eilpe) Selbecker Straße 31                                                             | Gaststätte „Zur Krone“ | 1908                                                                                           | 3. Juli 1987                 | 286             |
| Fachwerkhaus                                                                    | Fachwerkhaus                                                                    | Hagen (Eilpe) Selbecker Straße 64                                                             | verschiefertes Fachwerk |                                                                                                | 3. Juli 1987                 | 287             |
| frühere Verwaltungsaußenstelle                                                  | frühere Verwaltungsaußenstelle                                                  | Dahl Zwischen den Brücken 5                                                                   | Haus Rieß; ehemaliges Amtshaus und Verwaltungsaußenstelle, heute Wohnhaus |                                                                                                | 26. September 1988           | 289             |
| weitere Bilder                                                                  | Torhaus (Gärtnerhaus) am Goldberg                                               | Hagen (Wehringhausen) Am Waldhang 4                                                           | nach Plänen von Henry van de Velde errichtet und weitgehend original erhalten. Ehemaliges Tor-/Gärtnerhaus der Villa Theodor Springmann jun. (abgerissen) | 1914/16                                                                                        | 29. Juni 1987 / 8. Nov. 2013 | 291             |
| Wohnhaus                                                                        | Wohnhaus                                                                        | Hagen (Mitte) Böhmerstraße 29                                                                 | |                                                                                                | 18. Januar 1989              | 292             |
| weitere Bilder                                                                  | Wohnhaus                                                                        | Hohenlimburg (Nahmer) Schleipenbergstraße 88 Karte                                            | im Nahmertal gelegen |                                                                                                | 21. November 2007            | 293             |
| Stirnwand mit Mosaik am Wohn- und Geschäftshaus                                 | Stirnwand mit Mosaik am Wohn- und Geschäftshaus                                 | Westerbauer Enneper Straße 128                                                                | farbiges Mosaik aus glasierten Keramik-, Glas- und goldbeschichteten Steinen, Motiv: Sämann und Ähren mit aufgesetzter Uhr an Stelle der Sonne sowie begleitenden Schriftzügen („Biskuit“, „Brandt“, „Keks und Kräcker“), geschaffen vom Künstler Bernhard Gohla, Pendant zur gegenüberliegenden Fassade Enneper Straße 122 (Denkmal Nr. 268), beide Stirnwände von der benachbarten Zwiebackfabrik Brandt als Reklamewand genutzt | 1950er Jahre                                                                                   | 18. März 2008                | 294             |
| Wohnhaus                                                                        | Wohnhaus                                                                        | Hohenlimburg Lenneuferstraße 49                                                               | ehemalige Gademe |                                                                                                | 11. Juni 2008                | 295             |
| Mosaik des Sankt Konrad an der Südfassade der Kath. Pfarrkirche St. Konrad      | Mosaik des Sankt Konrad an der Südfassade der Kath. Pfarrkirche St. Konrad      | Westerbauer Enneper Straße 126 a                                                              | monumentales Mosaik aus rechteckigen farbigen Steinen über dem Haupteingang der Kirche, Motiv: Heiliger Konrad, geschaffen vom Künstler Bernhard Gohla | 1950er Jahre                                                                                   | 17. April 2008               | 296             |
| Ehemaliges Feuerwehrgeräte- und Mannschaftshaus Haspe                           | Ehemaliges Feuerwehrgeräte- und Mannschaftshaus Haspe                           | Westerbauer Enneper Straße 4                                                                  | Hauptgebäude mit rückwärtigem, zweigeschossigem Anbau. Im Innern besonders kennzeichnend das bauzeitliche Treppenhaus. Errichtet nach Plänen des Hasper Architekten Fritz Julius Günther Oberste-Berghaus (1895–1950) im Stil des Neuen Bauens | 1929                                                                                           | 19. Juni 2008                | 297             |
| weitere Bilder                                                                  | Wohnhaus / Villa                                                                | Eppenhausen Amselgasse 1 / Unter Kastanien                                                    | ehemaliges Haus Goedecke, Bestandteil der Gartenstadt Hohenhagen. Rechtwinkliger Flügelbau; nach Plänen von Peter Behrens errichtet | 1911/12                                                                                        | 21. Juli 2008                | 298             |
| Wohn- und Wirtschaftsgebäude                                                    | Wohn- und Wirtschaftsgebäude                                                    | Berchum Tiefendorfer Straße 8                                                                 | ehemaliger Hof Niemeyer/Sethe; Fachwerk, teilweise verschiefert | 1740                                                                                           | 26. November 2008            | 299             |
| weitere Bilder                                                                  | Evangelische Lutherkirche                                                       | Hagen (Mitte) Martin-Luther-Straße 9a                                                         | Vorgängerbau im Krieg völlig zerstört. An gleicher Stelle entstand die neue Lutherkirche. Architekt: Gerhart Langmaack aus Hamburg. Die Kirche wird heute nicht mehr zum Gottesdienst genutzt | Vorgängerbau 1889, Neubau 1960, Umbau 1994–1998                                                | 15. Oktober 2009             | 300             |
| weitere Bilder                                                                  | Synagoge (Hohenlimburg)                                                         | Hohenlimburg Jahnstraße 46 Karte                                                              | von Baumeister Liesenhoff errichtet; Kubische Bauform, quadratischer Grundriss. Heute ist das im Jahre 1986 restaurierte Gebäude Mahn- und Gedenkstätte der Stadt Hagen | 1870                                                                                           | 15. Dezember 2008            | 301             |
| Villa mit Kutscherhaus                                                          | Villa mit Kutscherhaus                                                          | Vorhalle Vorhaller Straße 42 Karte                                                            | Putzgebäude mit markantem Bruchsteinsockel, anfangs als Wohnhaus, später als Gauschule, Altenheim, Therapiezentrum und heute wieder als Wohnhaus genutzt | 1909                                                                                           | 16. September 2009           | 302             |
| Hofstelle Aehringhausen                                                         | Hofstelle Aehringhausen                                                         | Hagen Aehringhausen 5                                                                         | ehemaliges Hofgut der Familie von der Recke-Volmarstein |                                                                                                | 16. September 2010           | 303             |
| Wohnhaus                                                                        | Wohnhaus                                                                        | Hagen (Oberhagen) Elisabethstraße 1-3                                                         | Doppelwohnhaus mit Jugendstilfassade. Architekt: Ernst Halbach | 1905                                                                                           | 2. März 2009                 | 304             |
| weitere Bilder                                                                  | Wacholderhäuschen und Brennerei Eversbusch                                      | Haspe Berliner Straße 90 Karte                                                                | in bergischer Farbgebung; Haupthaus und ältestes Gebäude der Brennerei Eversbusch. Der klassizistische verschieferte Fachwerkbau wurde von Heinrich Schröder erbaut | 1780–1790                                                                                      | 14. August 2009              | 305             |
| Verwaltungsgebäude Mark-E, sowie Skulptur „Mutter mit Kind“ von Karel Niestrath | Verwaltungsgebäude Mark-E, sowie Skulptur „Mutter mit Kind“ von Karel Niestrath | Hagen Körnerstraße 38-40                                                                      | Architekt: Heinrich Bartmann aus Darmstadt. Verwaltung der ehemaligen Elektromark, später Mark-E, heute teilweise vermietet | 1953/54                                                                                        | 3. Mai 2011                  | 306             |
| weitere Bilder                                                                  | Heilig-Geist-Kirche und Gemeindehaus                                            | Eppenhausen (Emst) Oberer Altlohweg 14/16 Karte                                               | Kirche: rot verklinkertes Gebäude mit einem 47 m hohen zylindrischen Kirchturm; denkmalgeschützt sind das Äußere und Innere der Kirche sowie Teile der Ausstattung, Architekt: Dominikus Böhm (und eventuell als Juniorpartner Gottfried Böhm); Gemeindehaus: rechteckiger, unterkellerter weiß verputzter Steinbau; denkmalgeschützt sind das Äußere und Innere der ehemaligen „Heilig-Geist“-Notkirche (ohne Anbau), gebaut nach Plänen von Georg Spelling, seit Fertigstellung der neuen Kirche Mitte der 1950er Jahre als Gemeindehaus genutzt, seit 2002 „Heinrich-König-Haus“ genannt | 1926 (Gemeindehaus), 1954–1955 (Kirche)                                                        | 5. Juli 2010                 | 307             |
| Fachwerkhaus mit Fachwerk-Nebengebäude                                          | Fachwerkhaus mit Fachwerk-Nebengebäude                                          | Hagen (Wehringhausen) Grummertstraße 3 a                                                      | ehemaliger Bauernhof |                                                                                                | 7. September 2010            | 308             |
| Fachwerkhaus                                                                    | Fachwerkhaus                                                                    | Hohenlimburg (Nahmer) Schleipenbergstraße 29                                                  | Nahmertal |                                                                                                | 22. September 2010           | 309             |
| Gaststätte und Wohnhaus                                                         | Gaststätte und Wohnhaus                                                         | Hagen (Wehringhausen) Wehringhauser Straße 72                                                 | verschiefertes Fachwerkhaus |                                                                                                | 11. Mai 2011                 | 310             |
| weitere Bilder                                                                  | Wohnhäuser „Eicken-Siedlung“                                                    | Hagen (Wehringhausen) Lange Straße 113, 115, 117, 119, 121, 123, 126, 128, 130, 132, 134, 136 | ehemalige Arbeiter-Siedlung | um 1870                                                                                        | 11. Juli 2011                | 311             |
| Wohn- und Geschäftshaus                                                         | Wohn- und Geschäftshaus                                                         | Hagen (Wehringhausen) Lange Straße 67                                                         | |                                                                                                | 10. Juni 2011                | 312             |
| Villa                                                                           | Villa                                                                           | Haspe Berliner Straße 104 Karte                                                               | ehemalige Villa des Kaufmanns Heinrich Preußer |                                                                                                | 17. Oktober 2011             | 313             |
| Gründerzeitwohnhaus                                                             | Gründerzeitwohnhaus                                                             | Hagen (Wehringhausen) Augustastraße 50                                                        | |                                                                                                | 12. August 2011              | 314             |
| Wohnhaus / Villa                                                                | Wohnhaus / Villa                                                                | Hohenlimburg Kaiserstraße 54                                                                  | Jugendstilhafte Formsprache. Architekt: Otto de Berger | vor dem Ersten Weltkrieg                                                                       | 25. August 2011              | 315             |
| weitere Bilder                                                                  | Villa Hoesch                                                                    | Eppenhausen Goldene Pforte 1                                                                  | ehemalige Villa des Papierfabrikanten Emil Hoesch. Bestandteil der Gartenstadt Hohenhagen | Entwurf 1925                                                                                   | 16. Februar 2012             | 316             |
| Wohnhäuser Siedlung Franzstraße                                                 | Wohnhäuser Siedlung Franzstraße                                                 | Hagen-Eilpe Franzstraße 97, 99, 101, 103, 105                                                 | | 1926/27                                                                                        | 5. März 2012                 | 317             |
| Gründerzeitwohnhaus                                                             | Gründerzeitwohnhaus                                                             | Hagen (Wehringhausen) Augustastraße 54                                                        | spätklassizistisches Bürgerhaus | 1891                                                                                           | 23. Juli 2012                | 318             |
| Gründerzeitwohnhaus                                                             | Gründerzeitwohnhaus                                                             | Hagen (Wehringhausen) Augustastraße 56                                                        | spätklassizistisches Bürgerhaus mit barockisierter Stuckornamentik | 1891                                                                                           | 9. August 2012               | 319             |
| Fachwerkhaus                                                                    | Fachwerkhaus                                                                    | Haspe Romachstraße 16                                                                         | |                                                                                                | 13. September 2012           | 321             |
| Wohnhaus (ehemaliges Haus Vogel)                                                | Wohnhaus (ehemaliges Haus Vogel)                                                | Eppenhausen Amselgasse 2                                                                      | Winkelbau bestehend aus Haupt- und Nebengebäude; denkmalgeschützt sind jeweils Äußeres, Inneres, Vorplatz und Einfriedungsmauern; großbürgerliche, von Grauwacken-Bruchsteinmauerwerk geprägte Anlage im Umfeld der Gartenstadt Hohenhagen | um 1925, nach einem Entwurf von 1920. Architekt: Karl Vogel, Stuttgart                         | 11. Januar 2013              | 322             |
| weitere Bilder                                                                  | Fabrikgebäude C.D. Wälzholz                                                     | Hohenlimburg (Unternahmer) Ludwigstraße 15 / Unternahmer Straße und Ludwigstraße 16           | Verwaltungsgebäude mit Werkhalle und Fachwerkgebäude (Walze) an der Nahmer | Werkhalle um 1890, Walze 1829                                                                  | 18. Oktober 2012             | 323             |
| weitere Bilder                                                                  | Ehemaliges Walzwerk                                                             | Hohenlimburg-Mitte Bahnstraße 13 / Langenkamp                                                 | von dem Limburger Fabrik- und Hüttenverein (ab 1907 Firma Hoesch) im Tudor-Stil errichtete Walzwerk-Halle, später Hoesch-Gästehaus und ab 2008 auch WerksMuseum der Hoesch Hohenlimburg GmbH. Gästehaus heute Thyssenkrupp Hohenlimburg GmbH. | 1899                                                                                           | 17. Juni 2013                | 324             |
| Parkhaus Stadtgarten                                                            | Parkhaus Stadtgarten                                                            | Hagen Stadtgartenallee 1                                                                      | Bauherr Stadt Hagen, nach einem Entwurf von Dipl.-Ing. Herbert Böhme. Ehemaliges Tanz-Café, heute Asiatisches Restaurant | 1954–1956                                                                                      | 8. Juli 2013                 | 326             |
| Fachwerkhaus                                                                    | Fachwerkhaus                                                                    | Dahl Mühlbachstraße 18                                                                        | ehemaliges Haus Kleine |                                                                                                | 1. August 2013               | 327             |
| Wohnhaus                                                                        | Wohnhaus                                                                        | Hagen (Wehringhausen) Augustastraße 41                                                        | von Lösse & Platte errichtet |                                                                                                | 25. Oktober 2013             | 328             |
| Wohnhaus                                                                        | Wohnhaus                                                                        | Hohenlimburg (Wesselbach) Neuer Schloßweg 19                                                  | Jugendstilhafte Formsprache | 1908                                                                                           | 11. September 2013           | 329             |
| Wohnhäuser Siedlung Königstraße                                                 | Wohnhäuser Siedlung Königstraße                                                 | Hagen Königstraße 28-36                                                                       | erbaut im Stil des Backsteinexpressionismus. Architekturbüro: Demuth & Köhler | 1928                                                                                           | 26. Januar 2014              | 330             |
| weitere Bilder                                                                  | Ehemalige Schraubenfabrik und Gesenkschmiede Funcke & Hueck                     | Hagen Plessenstraße 20                                                                        | ehemalige Fabrikhalle. Die Firma wurde 1844 errichtet und in den 1990er Jahren stillgelegt. |                                                                                                | 16. Dezember 2013            | 331             |
| Fachwerkhaus                                                                    | Fachwerkhaus                                                                    | Holthausen (Haßley) Raiffeisenstraße 15                                                       | |                                                                                                | 12. Juni 2014                | 332             |
| Turnhalle Nöhstraße                                                             | Turnhalle Nöhstraße                                                             | Vorhalle (Funckenhausen) Funckenhausen                                                        | Vollholz-Bauweise. Seit 2013 aus statischen Gründen geschlossen | 1928                                                                                           | 19. November 2014            | 333             |
| Kriegerdenkmal Vorhalle                                                         | Kriegerdenkmal Vorhalle                                                         | Vorhalle Europaplatz                                                                          | zum Gedenken an die im Ersten Weltkrieg gefallenen Soldaten aus Vorhalle errichtet | 1926                                                                                           | 6. März 2015                 | 334             |
| Fachwerkhaus                                                                    | Fachwerkhaus                                                                    | Hohenlimburg (Wesselbach) Wesselbachstraße 51                                                 | ehemaliges Reidemeisterhaus des Karl Friedrich Ribbert | 1850                                                                                           | 10. September 2014           | 335             |
| Ehemaliges Verwaltungsgebäude Varta (Akku)                                      | Ehemaliges Verwaltungsgebäude Varta (Akku)                                      | Hagen (Wehringhausen) Dieckstraße 42                                                          | ehemalige Verwaltung der Firma EnerSys-Hawker GmbH (früher Varta) | 1913                                                                                           | 9. Juni 2015                 | 336             |
| Villa                                                                           | Villa                                                                           | Eppenhausen Eppenhauser Straße 151                                                            | Architekten: Gebrüder Ludwigs | ca. 1910/11                                                                                    | 8. April 2015                | 337             |
| Villa                                                                           | Villa                                                                           | Eppenhausen Eppenhauser Straße 153                                                            | Architekten: Gebrüder Ludwigs | ca. 1910/11                                                                                    | 23. März 2015                | 338             |
| weitere Bilder                                                                  | Hochbunker Bergstraße                                                           | Hagen Bergstraße 98                                                                           | Zivilschutzbunker mit Bunkermuseum Hagen, unterirdisch noch original erhalten | 1940–1942                                                                                      | 20. Juli 2015                | 340             |
| Wohnhaus                                                                        | Wohnhaus                                                                        | Hohenlimburg (Reh) Wannebachstraße 8                                                          | Bauernhof Gockel-Teigelmeister aus heimischen Bruchstein erbaut | 1783                                                                                           | 2. März 2016                 | 341             |
| Büro- und Wohnhaus (ehem. Gerling-Konzern)                                      | Büro- und Wohnhaus (ehem. Gerling-Konzern)                                      | Hagen Körnerstraße 45                                                                         | im typischen Baustil der 1950er Jahre. Geplant von Bildhauer und Architekt Arno Breker | 1955/56                                                                                        | 28. Oktober 2016             | 342             |
| ehem. Villa Langenohl                                                           | ehem. Villa Langenohl                                                           | Delstern/Dahl Zur Hofwiese 12 Karte                                                           | Villa des ehem. Steinbruchbesitzers Heinrich Langenohl (Architekten Schönberg & Ehrlich, Hagen) | 1914                                                                                           | 20. Februar 2018             | 343             |
| Wohn- und Wirtschaftsgebäude                                                    | Wohn- und Wirtschaftsgebäude                                                    | Hagen (Kuhlerkamp) Dorotheenstraße 46 Karte                                                   | |                                                                                                | 12. Januar 2017              | 344             |
| Sundernhof (Hofanlage Böckelühr)                                                | Sundernhof (Hofanlage Böckelühr)                                                | Hohenlimburg Sundernstraße 10 Karte                                                           | Der Vorgängerhof wurde schon 1223 in einer Urkunde des Kölner Erzbischofs als „domus dicte Barme“ erwähnt (Barmer Feld und Barmer Teich in unmittelbarer Nähe). In Pachtbriefen der Limburger Grafen ab 1436 als „Hove tom Sundern“. |                                                                                                | 6. Juni 2019                 | 345             |
| Sundernhof (Hofanlage Böckelühr)                                                | Sundernhof (Hofanlage Böckelühr)                                                | Hohenlimburg Sundernstraße 11 Karte                                                           | Hofanlage seit 1822 durch Einheirat in Privatbesitz der Familie Heermann gnt. Böckelühr. |                                                                                                | 6. Juni 2019                 | 346             |
| Villa Eversbusch                                                                | Villa Eversbusch                                                                | Haspe Berliner Straße 88 Karte                                                                | In Anlehnung an den bergisch-barockisierenden Stil (Neo-Historismus) erbaut. | 1912                                                                                           | 14. Juli 2020                | 347             |
| Katholische St.-Petrus-Canisius-Kirche                                          | Katholische St.-Petrus-Canisius-Kirche                                          | Eckesey Schillerstraße 16 Karte                                                               | Im Stil der „Ersten Nachkriegsmoderne“ erbaut. Architekt: Otto Weicken. | 1956/57                                                                                        | 29. September 2020           | 348             |
| weitere Bilder                                                                  | Fachwerkhaus                                                                    | Westerbauer Distelstück 5 Karte                                                               | Historischer Hof Hummelsiepen. Erstmals 1486 im Schatzbuch der Grafschaft Mark mit Hanß Humelsype und 1 oirt Abgabe erwähnt. | 19. Jahrhundert                                                                                | 21. Februar 2022             | 349             |
| weitere Bilder                                                                  | Pavillon                                                                        | Hohenlimburg Freiheitstraße 6a Karte                                                          | Geplant wurde der sogenannte „Rathauspavillon“ von Architekt Herbert Krafft aus Hohenlimburg. | 1962/63                                                                                        | Februar 2024                 | 350             |
| Jugendstilvilla                                                                 | Jugendstilvilla                                                                 | Hohenlimburg (Nahmer) Mühlenteichstraße 11 Karte                                              | Ehemalige Fabrikantenvilla Boecker. Umfangreich Renoviert 2004. | 1904                                                                                           | Februar 2025                 | 351             |
| weitere Bilder                                                                  | ehemaliges Bankgebäude                                                          | Hagen (Mitte) Konkordiastraße 5 Karte                                                         | Massivgebäude in historisierenden Bauformen mit Gestaltungsmerkmalen des Jugendstils, Beispiel spätwilheminischer Architektur | um 1915                                                                                        |                              | ???             |

## Ehemalige Baudenkmäler
Aus der Denkmalliste gelöscht wurden die folgenden Objekte (ihre Nummern konnten noch nicht ermittelt werden):
- Nr. ???, Speicherbackhaus „Auf der Hebbecke“, Dahl – gelöscht in der Denkmalliste 2005[20]
- Nr. ???, Haus, Berliner Straße 89, Haspe – Gebäude der Evangelisch-Lutherischen Kirchengemeinde, eingetragen im Dezember 2005, Denkmal untergegangen (Verkauf/Abbruch), gelöscht in der Denkmalliste 2006[21]
- Nr. ???, Fachwerkhaus, Schleipenbergstraße 84, Hohenlimburg (Nahmer) – Arbeiterhaus aus dem 18. Jahrhundert, Denkmal untergegangen (Abbruch wegen starker Bauschäden), gelöscht in der Denkmalliste 2006[22]
- Nr. ???, Haus, Grünrockstraße 2, Hohenlimburg – zuletzt als Stadtteilbücherei genutzt, eingetragen am 12. Januar 2006, Denkmal untergegangen (Abbruch), gelöscht in der Denkmalliste am 28. Februar 2007[23]

Die folgenden Denkmalnummern sind nicht in der obigen Liste aufgeführt, was verschiedene Ursachen haben kann (entweder es bestehen Unklarheiten oder die Denkmäler wurden gelöscht oder die Nummern wurden noch nicht in die obige Liste eingetragen):
- 029, 035, 037, 039, 042, 043, 044, 045, 046, 047, 055, 056, 058, 059, 062, 071, 078, 084, 094, 193, 217, 222, 225, 231, 238, 244, 250, 263, 264, 306, 315, 320, 323 und 334 (Stand: Denkmaleinträge bis 19. November 2014). Zum Teil sind sie allerdings inzwischen wieder vergeben.